# Schloss Burg

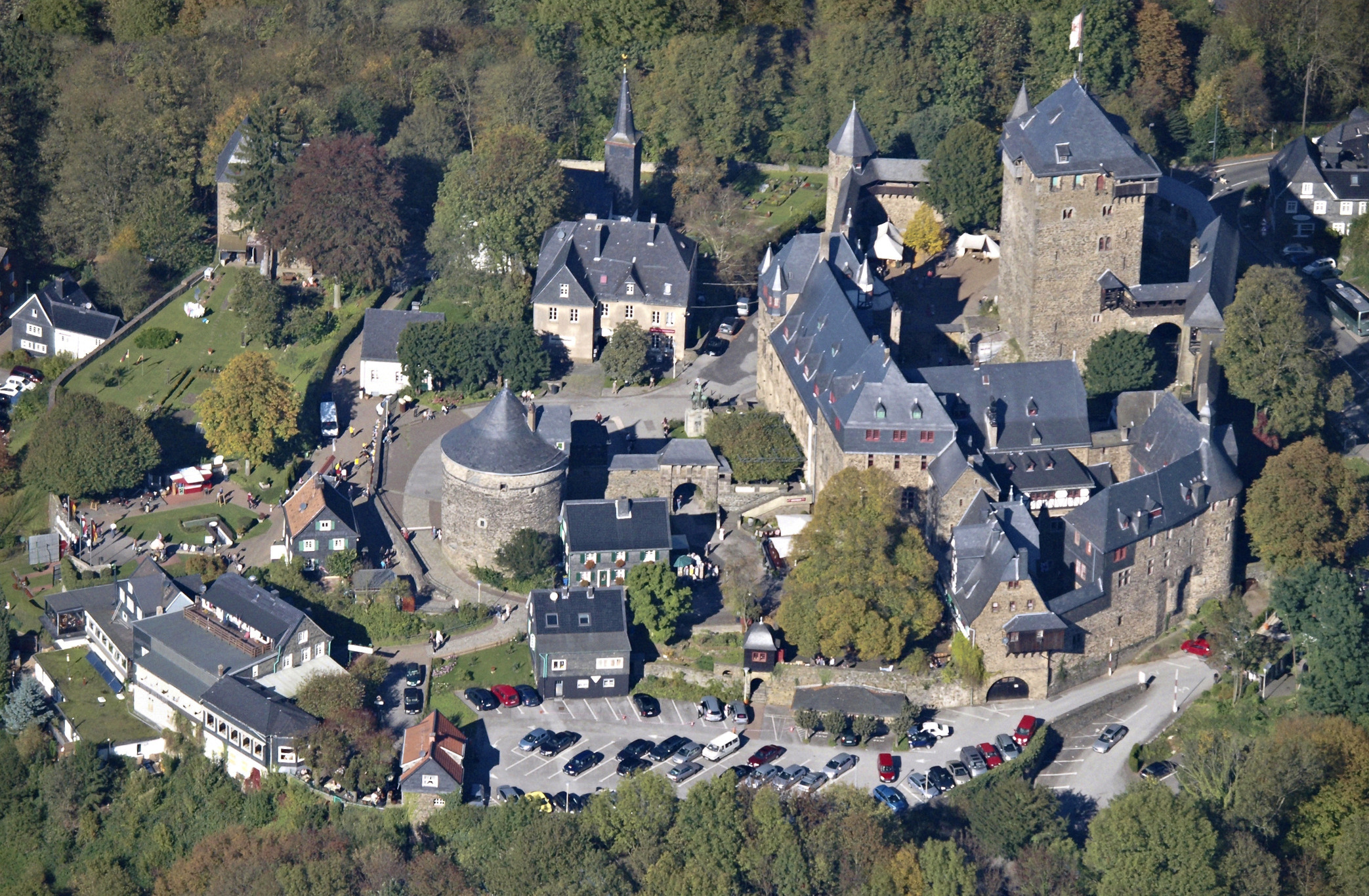
Luftaufnahme von Schloss Burg aus südlicher Richtung

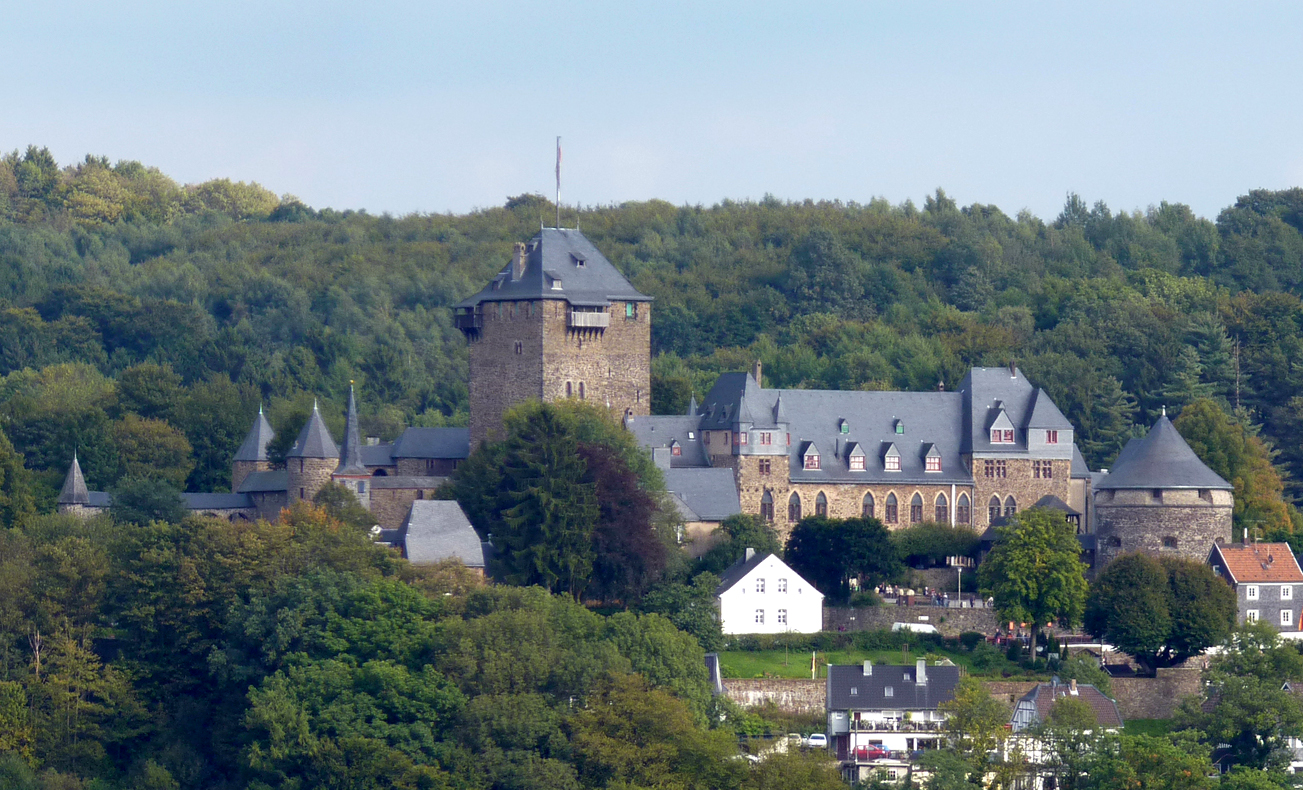
Ansicht der Burganlage von Nordwesten

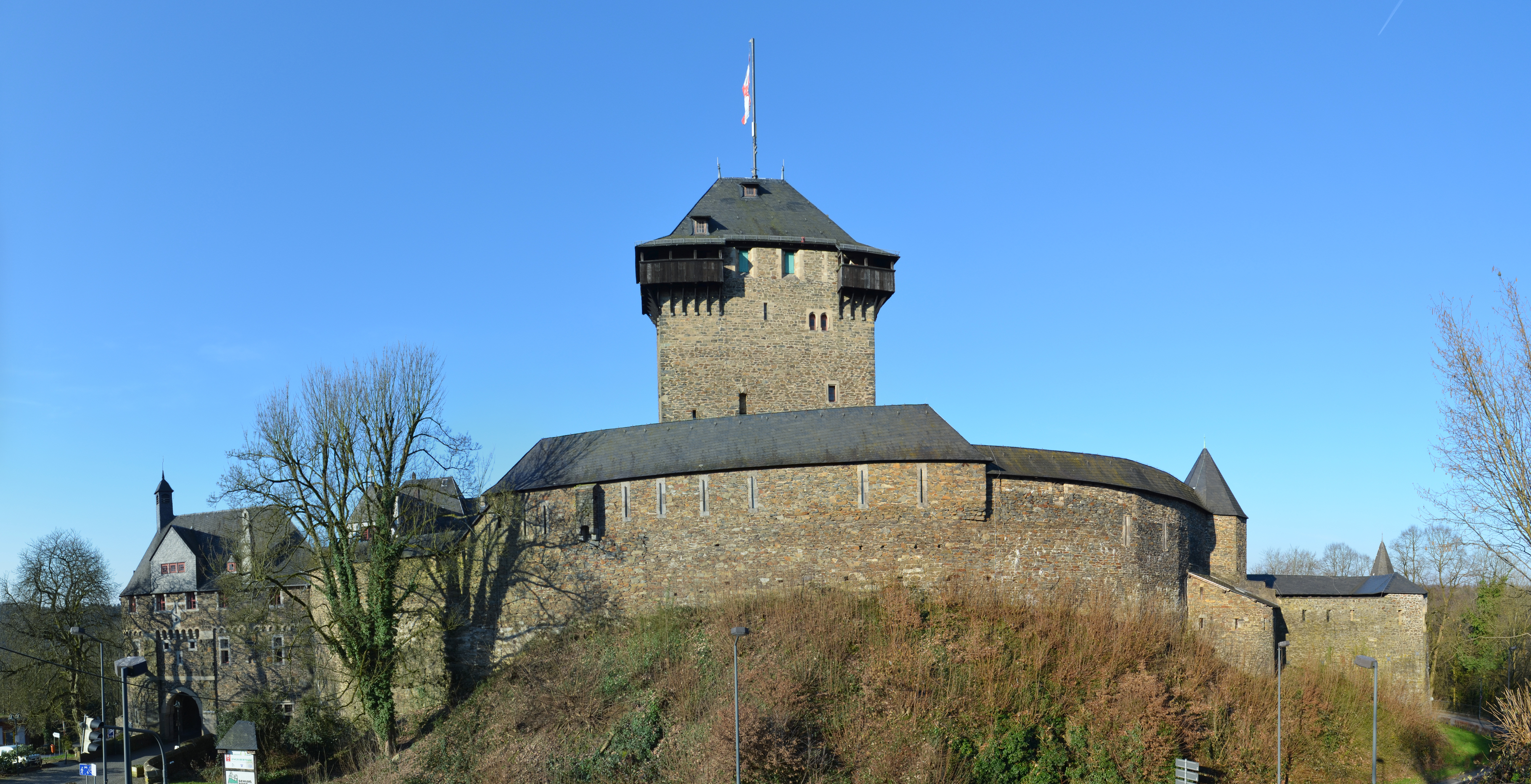
Ansicht der Burganlage von Osten

Schloss Burg (auch Schloss Burg an der Wupper) ist eine ab dem späten 19. Jahrhundert rekonstruierte Höhenburg im Solinger Stadtteil Burg an der Wupper. Die Anlage war seit dem 12. Jahrhundert die Stammburg der Grafen und späteren Herzöge von Berg und ist heute das Wahrzeichen des Bergischen Landes. Zugleich ist sie eine der größten Burgen Westdeutschlands und die größte rekonstruierte Burganlage in Nordrhein-Westfalen.
Im Hochmittelalter war sie eines von vier Zentren der Grafschaft Berg und fungierte als Hauptresidenz der Grafen von Berg, verlor diese Position erst 1380 unter Wilhelm II. von Berg an Düsseldorf. Schloss Burg wurde von der unterdessen in den Herzogsstand erhobenen Herrscherfamilie anschließend noch als Jagdschloss genutzt, ehe in den 1660er Jahren Schloss Benrath vor den Toren Düsseldorfs gebaut wurde. Infolge des Dreißigjährigen Krieges geschleift und bis 1807 nur noch als Sitz eines bergischen Kellners und Richters genutzt, verfiel die Anlage immer mehr und verkam zu einer Ruine. 1886 startete der Fabrikant Julius Schumacher eine Initiative zu ihrer Erhaltung, die 1887 zur Gründung des Schlossbauvereins Burg an der Wupper führte. Nach Plänen von Gerhard August Fischer verfolgte dieser Verein, der heute noch die Burg betreibt, ihre Rekonstruktion. Durch Spenden, Lotterieerlöse, Unterstützung durch den Rheinischen Provinziallandtag, den Bergischen Geschichtsverein und das deutsche Kaiserhaus konnten die von 1890 bis 1914 dauernden Wiederaufbauarbeiten finanziert werden.
Heute wird Schloss Burg zu vielfältigen kulturellen Zwecken genutzt, unter anderem als Museum, Veranstaltungsort und Gedenkstätte. Eigentümer der am 2. Oktober 1984 unter Denkmalschutz gestellten Anlage sind die Städte Solingen, Remscheid und Wuppertal.

## Geschichte

### Anfänge
Im ersten Drittel des 12. Jahrhunderts ließ Graf Adolf II. von Berg auf den Fundamenten einer älteren Befestigung am heutigen Standort eine neue Burg errichten. Das genaue Datum des Baus ist nicht überliefert, soll aber in einer nicht mehr aufzufindenden Urkunde des Klosters Altenberg gestanden haben. Baugeschichtliche Untersuchungen konnten die Gründungszeit der Anlage lediglich auf den Zeitraum um 1150 eingrenzen. Vermutlich war sie aber schon 1133 fertiggestellt, denn in jenem Jahr zogen Zisterzienser in die alte Stammburg der Familie, die Burg Berge beim heutigen Odenthal-Altenberg an der Dhünn, die Adolf II. dem Orden zuvor geschenkt hatte. Der alte Stammsitz hatte für seine Familie an Bedeutung verloren, weil sich durch Gebietszuwachs der Schwerpunkt ihrer Herrschaft in Richtung Westfalen verschoben hatte und die Burg Berge somit nur noch am Rande der Grafschaft Berg lag. Zur Unterscheidung von der alten Burg an der Dhünn wurde die rund 20 Kilometer entfernt gelegene Anlage über der Wupper in ihrer Anfangszeit „neue Burg“, „neuer Berg“ und „Festung auf dem neuen Berg“ (novum castrum, novus mons und novi montis castrum) genannt. Sie war wesentlich kleiner als die heutige Anlage und lag am nördlichen Ende des heutigen Burgareals. Sie hatte vermutlich den Umfang der heutigen Kernburg und bestand aus einem Bergfried, einem Palas und einigen Wirtschaftsgebäuden, die sich um einen inneren Burghof gruppierten. Der Hauptturm der Burg war durch eine Schildmauer an der Ostseite besonders geschützt. Davor befanden sich mehrere vorgelagerte Gräben, welche die Anlage an der überhöhten Angriffsseite zusätzlich schützten.
Im Jahr 1160 wurde der neue Stammsitz als novo monte gemeinsam mit der dazugehörigen Pankratiuskapelle erstmals urkundlich genannt. Im selben Jahr teilte Adolf II. seine Grafschaft und gab sie an seine Söhne weiter. Während Eberhard die Grafschaft Altena erhielt, trat Engelbert I. Adolfs Nachfolge als Graf von Berg an, womit auch die „neue Burg“ an ihn fiel. Er ermöglichte den Johannitern um 1170, eine Kommende bei der Burg zu gründen, indem er dem Orden die Burgkapelle übertrug. In der Zeit von 1311 bis 1553 waren stets sechs Geistliche der Johanniter auf der Burg präsent. Engelbert I. starb im Juli 1189 während seiner Beteiligung am Dritten Kreuzzug und ihm folgte sein Sohn Adolf III. als Herzog nach. Auch er starb auf einem Kreuzzug im Jahr 1218 bei Kämpfen vor Damiette in Ägypten. Eigentlich hätte ihm Heinrich, der Mann seiner Erbtochter Irmgard, als Herzog und Burgbesitzer folgen müssen, doch Adolfs jüngerer Bruder Engelbert, der Erzbischof von Köln, riss die Herrschaft an sich.

### Residenzburg

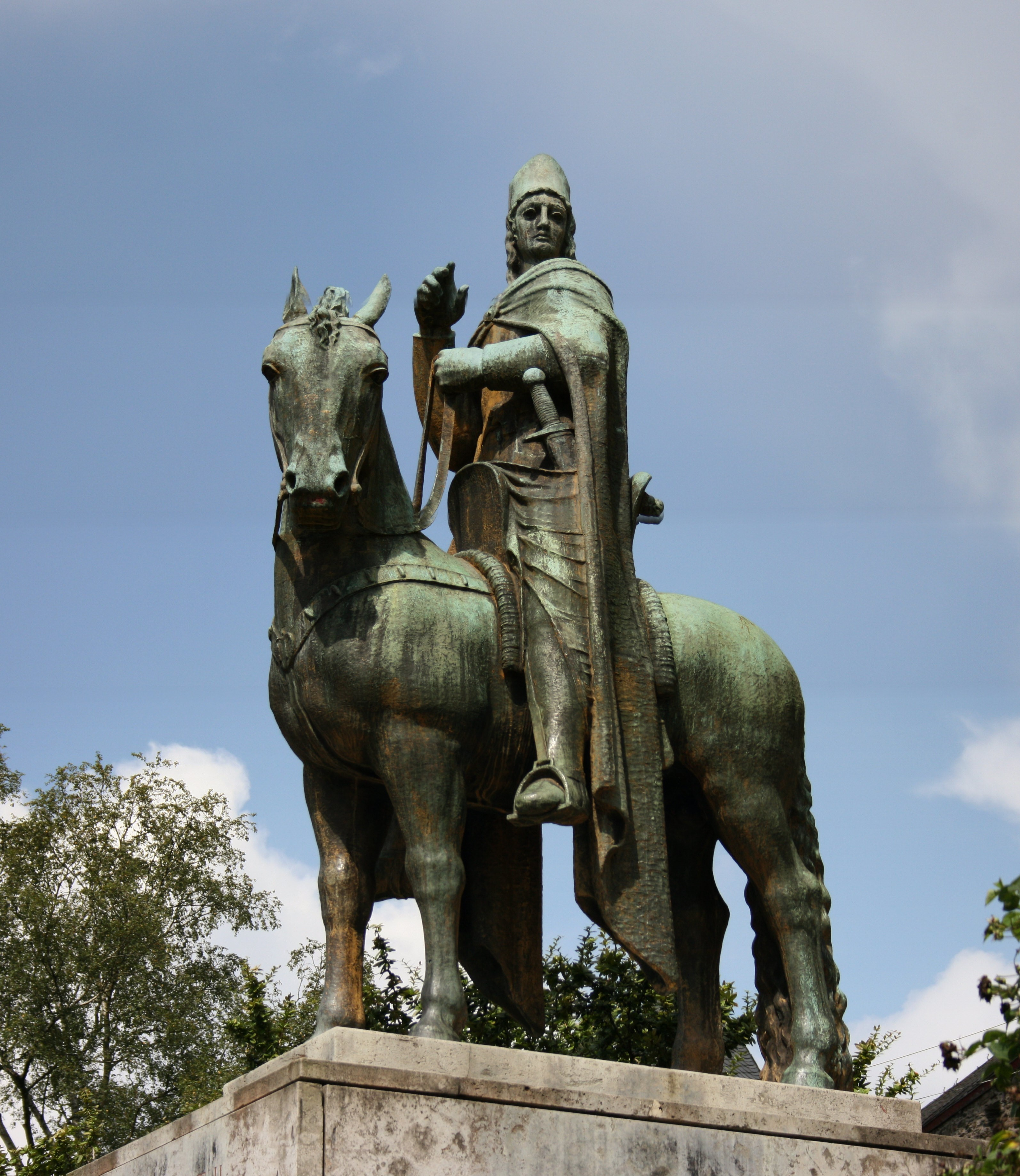
Erzbischof Engelbert von Köln machte Schloss Burg zur Hauptresidenz der Grafen von Berg; Reiterstatue von Paul Wynand, 1925

Als Kölner Erzbischof, Vertrauter und Reichsverweser im Dienste Kaiser Friedrichs II. sowie als Vormund des späteren Königs Heinrich VII. war Engelbert einer der mächtigsten Männer im Reich. Er ließ die Burg in der Zeit von 1218 bis 1225 erheblich erweitern und machte sie zur Hauptresidenz seiner Familie. Die alte Anlage konnte den Repräsentationsaufgaben und der großen Hofhaltung Engelberts sowie den gestiegenen Ansprüchen an Wohnkomfort nicht mehr genügen. Deshalb ließ der Burgherr unter anderem einen neuen zweistöckigen Saalbau errichten, für den die innere Ringmauer teilweise abgerissen wurde, und die Burg durch Zwinger- und Vorburgmauern verstärken. Außerdem entstand eine neue Burgkapelle. Vermutlich wurde unter ihm auch die einstige Handwerkersiedlung, die sich im Schutze der Burg entwickelt hatte, durch eine äußere Ringmauer geschützt. Im Laufe der Zeit hatten sich dort auch Burgmannen niedergelassen, sodass der Flecken seinerzeit wohl um die 500 Bewohner hatte. Aus ihm entwickelte sich der heutige Ortsteil Oberburg. Er wurde im 13. Jahrhundert erstmals urkundlich erwähnt, war aber vermutlich bereits im 12. Jahrhundert entstanden. Seit 1363 ist er als Freiheit bezeugt.
Engelbert II. hatte zahlreiche Widersacher und wurde nach einer missglückten Streitvermittlung am 7. November 1225 auf einer Reise nach Schwelm, wo er die dortige Kirche einweihen wollte, in einem Hohlweg bei Gevelsberg von seinem Neffen Friedrich von Isenberg erschlagen. Mit ihm starb das bergische Grafengeschlecht im Mannesstamm aus. Der zuvor entmachtete Heinrich von Limburg wurde nun Graf von Berg. Sein Enkel Adolf V. nahm 1288 während des Limburger Erbfolgestreits an der entscheidenden Schlacht von Worringen teil. Nach dem Sieg der Brabanter Koalition wurde der Verlierer, der Kölner Erzbischof Siegfried von Westerburg, 13 Monate lang auf Schloss Burg gefangen gehalten. Erst nach Zahlung eines hohen Lösegeldes und zahlreichen Zugeständnissen an das bergische Grafenhaus wurde er am 8. Juli 1289 auf freien Fuß gesetzt. Adolf V. hatte nun freie Hand, eine Stadt unter seiner Kontrolle am Rhein zu gründen: Düsseldorf, das später unter seinen Nachfolgern zur bevorzugten Residenz werden sollte.
Nach dem kinderlosen Tod Adolfs VI. von Berg fielen Grafschaft und Burg 1348 über seine Nichte Margarete von Ravensberg-Berg an deren Ehemann Gerhard I. von Jülich-Berg. Unter dessen Sohn Wilhelm II. wurde die Grafschaft 1380 von König Wenzel zum Herzogtum erhoben. Bis zu jenem Zeitpunkt hatte die Burg zu den bevorzugten Aufenthaltsorten Wilhelms gehört, nach seiner Erhebung in den Herzogsstand wandte er sich aber mehr seiner Residenz in Düsseldorf zu, die er in den Folgejahren weiter ausbaute. Burg verlor seine Bedeutung als Residenz des bergischen Herzoghauses und gewann diese auch nie wieder zurück.

### Jagdschloss und Witwensitz

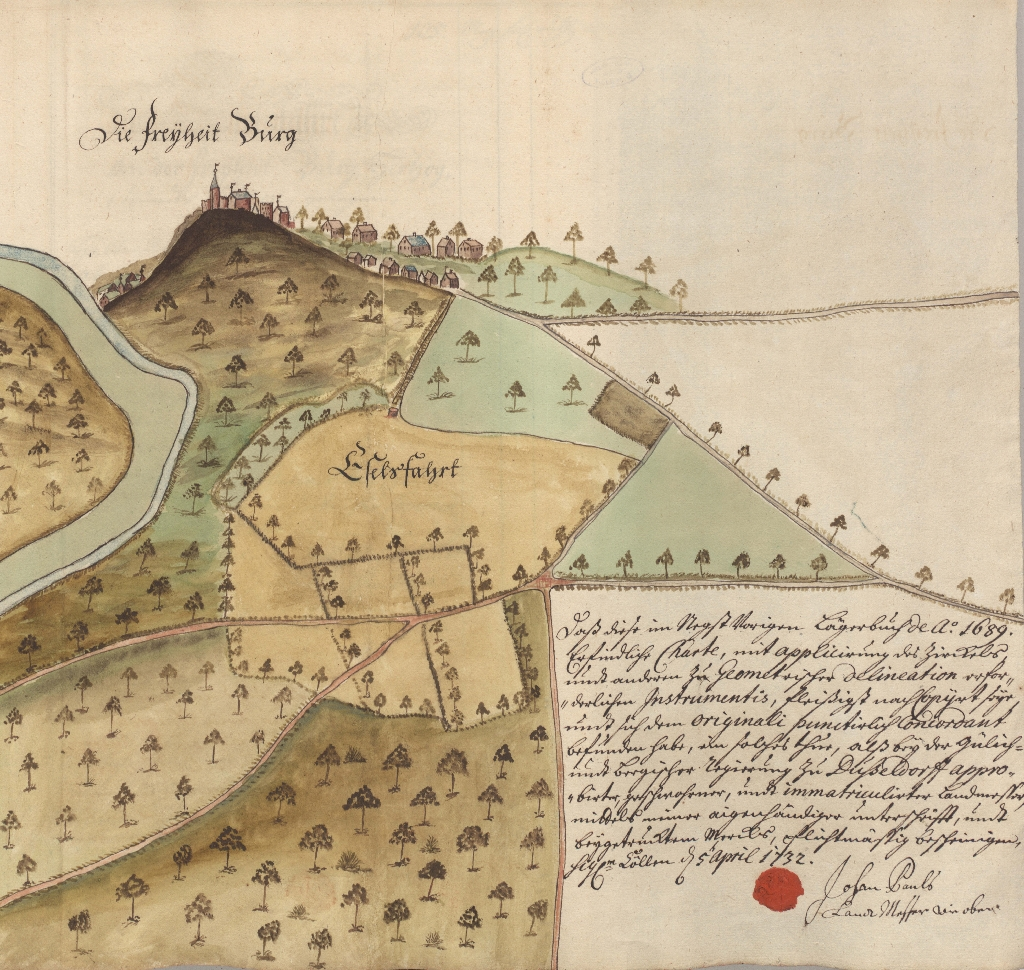
Die bisher älteste bekannte Ansicht des Schlosses von Landmesser Johann Pauls, 1689

Die Anlage wurde aber nicht vollständig aufgegeben, sondern diente weiterhin als Sitz des bergischen Kellners, der von dort die umliegenden herzoglichen Besitzungen verwaltete. Schon für das Jahr 1301 ist ein bergischer Kellner auf Schloss Burg verbürgt. Er nahm dort nicht nur verwaltungstechnische Aufgaben wahr, sondern fungierte auch als Richter für die Burg und das Amt Bornefeld. Außerdem nutzen die Herzöge von Berg die Anlage weiter als Jagdschloss und für zeremonielle Zwecke. Um 1500 ließ Wilhelm von Jülich-Berg den Palas genannten Saalbau durch seinen Amtmann Johann von Stynen aus- und umbauen, um eine standesgemäße Beherbergung der zahlreichen Gäste bei Jagden und Feiern gewährleisten zu können. Die schmalen Lichtschlitze des Baus wurden durch größere Fenster ersetzt, und der Ausbau des Dachgeschosses zu Gästezimmern stellte einen hohen Wohnkomfort sicher. Außerdem war die Schlossküche im Erdgeschoss des Palas zu klein geworden und wurde nach Süden um etwa vier Meter verlängert. Den Anbau ließ von Stynen nicht nur im Erdgeschoss vornehmen, sondern gleich über die gesamte Höhe des Palas ausführen. Die Lage der alten Außenmauern ist im Inneren durch Bogenstellungen zu erkennen. Viele neue und dekorative Gestaltungsmerkmale wie zum Beispiel Fachwerkaufbauten, Erker und Türmchen lockerten das zuvor strenge, militärische Äußere der Anlage auf und verwandelten die Burg allmählich in ein Schloss. Ab jenem Umbau bürgerte sich entsprechend die Bezeichnung „Schloss“ für die Anlage ein, während für die umliegende Siedlung der Name Burg beibehalten wurde. Daraus resultiert der heutige Name der Anlage: Schloss Burg. Zu den zahlreichen Festlichkeiten, die in Burg begangen wurden, gehörte die Kinderverlobung auf Schloss Burg gemäß der Klever Union: Am 25. November 1496 wurde das einzige Kind Wilhelms von Jülich-Berg, die fünfjährige Maria, bei einer Kinderverlobung dem sechsjährigen Johann dem Friedfertigen von Kleve-Mark versprochen. Mit der Hochzeit der beiden, die am 1. Oktober 1510 in Düsseldorf gefeiert wurde, kam es zum Vollzug des Eheversprechens. Mit dem Tod von Herzog Johann II. von Kleve-Mark am 15. März 1521 wurde die 1496 in den Blick genommene Personalunion der Herzogtümer Jülich-Kleve-Berg schließlich Realität, nachdem dessen Sohn Johann nach dem Tod Wilhelms von Jülich-Berg am 6. September 1511 bereits die Erbfolge in Jülich-Berg angetreten hatte.
Nachdem die Düsseldorfer Residenz der bergischen Herzöge am 23. Dezember 1510 das Opfer eines Brandes geworden war, wohnte Herzogin Maria mit ihren drei Töchtern Sybille, Anna und Amalia geraume Zeit auf Schloss Burg. Am 8. September 1526 wurde Sybille dort mit dem zukünftigen sächsischen Kurfürsten Johann Friedrich I., dem Großmütigen, verlobt. Die jüngste Tochter Amalia blieb unverheiratet und nutzte in späteren Lebensjahren Schloss Burg als Rückzugsort. Weil sie standhaft den lutherischen Glauben vertrat, brachte sie dies in Konflikt mit ihrem zunehmend katholischer werdenden Bruder Wilhelm V., dem Reichen, der 1539 nach dem Tod seines Vaters Herzog geworden war. Seine Mutter Maria erhielt Schloss Burg am 20. Februar 1539 als Witwensitz zugewiesen.

### Niedergang, Zerstörung und Verfall
Nachdem Herzog Johann um 1528 noch Arbeiten an der Burg hatte ausführen lassen, hatte sein Sohn Wilhelm der Reiche als Nachfolger einen anderen Fokus. Er ließ vor allem am Niederrhein Festungen und Residenzen auf- und ausbauen. Arbeiten an Schloss Burg sind erst wieder für die Zeit von 1573 bis 1605 verzeichnet, als Wilhelm von Scheid, genannt Weschpfennig, als Amtmann im Schloss saß. Unter anderem wurde gegen Ende des 16. Jahrhunderts ein Geschützturm errichtet. 1609 starb Wilhelms geisteskranker Sohn Johann Wilhelm ohne Nachkommen. Im Zuge des folgenden Jülich-Klevischen Erbfolgestreits besetzte Wolfgang Wilhelm von Pfalz-Neuburg 1614 Schloss Burg. Er einigte sich mit dem Kurfürsten Georg Wilhelm von Brandenburg auf die Teilung Jülich-Kleve-Bergs, wobei Wolfgang Wilhelm die Territorien Jülich und Berg erhielt.

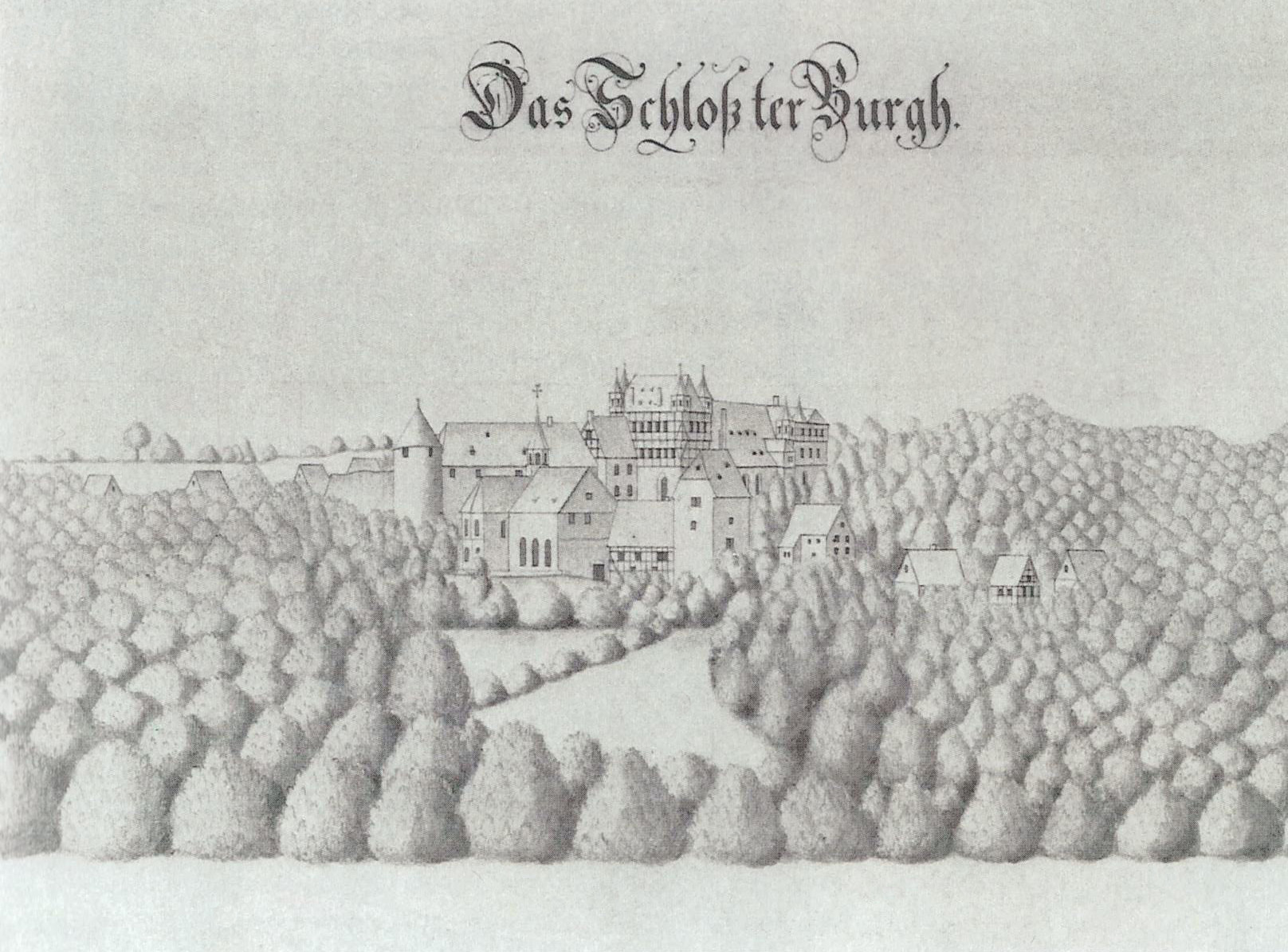
Schloss Burg auf einer Zeichnung von Erich Philipp Ploennies, 1715

Während des Dreißigjährigen Kriegs belagerten im Herbst 1632 schwedische Truppen unter General Baudissin die Anlage, als sie eine kaiserliche Besatzung hatte. Die Schweden konnten Schloss Burg aber nicht erobern. Dennoch wurde es durch Brandsätze und Geschützkugeln schwer beschädigt. Als im Februar 1641 der kaiserliche Oberst Otto Christoph von Sparr Schloss Burg angriff und einnehmen konnte, war es von hessischen Truppen besetzt. Nach dem Friedensschluss 1648 schleiften die Kaiserlichen unter ihrem Kommandanten Heinrich von Plettenberg vor ihrem Abzug große Teile der Anlage. Dabei wurden nicht nur die wehrhaften Teile wie Bergfried, Geschützturm, befestigte Tore und Mauern niedergelegt, sondern nach einem Bericht aus dem Jahr 1692 auch „Pferdestall, Backhauß und Brauhauß, also daß nichts mehr unter Dach stehet als das hohe Gebew“. Sogar die Johanniterkirche wurde zerstört. Außer dem Diebsturm und einigen Wirtschaftsgebäuden stand am Ende des 17. Jahrhunderts nur noch der notdürftig wiederhergestellte Palas, der weiterhin als Kellnerei diente. Auf einer Ansicht des Schlosses, die der Kartograf Erich Philipp Ploennies im Jahr 1715 anfertigte, ist die Anlage bereits ohne Bergfried und äußere Ringmauer dargestellt. Die auf der Zeichnung zu sehenden Fachwerkaufbauten wurden bis spätestens 1729 entfernt.

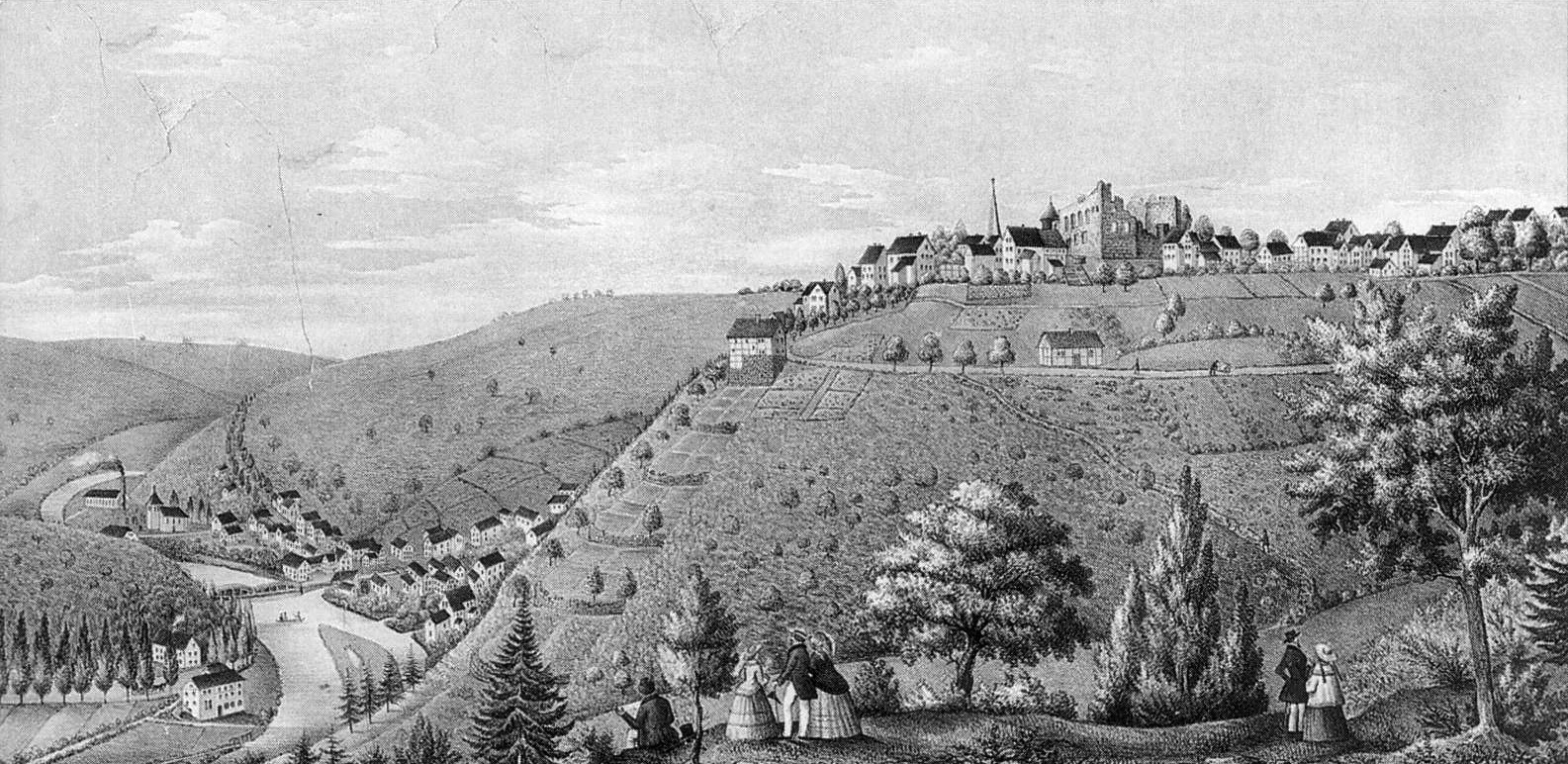
Schloss Burg als Ruine, Lithografie von Peter Joseph Heinrichs, um 1850

Noch bis 1807 blieb Schloss Burg Sitz der herzoglichen Rentmeister. Nachdem aber der Wittelsbacher Maximilian I. Joseph, König von Bayern, 1806 das Herzogtum Berg gegen das von Napoleon annektierte Fürstentum Ansbach getauscht hatte, wurden im Großherzogtum Berg die Verwaltungsstrukturen nach französischem Vorbild neu geordnet. Durch diese Reform wurde der letzte Verwaltungsbeamte 1807 von dort abgezogen, und die Anlage verlor ihre administrative Funktion. Die französische Regierung versuchte, sie 1811 meistbietend zu versteigern, fand aber keinen Käufer. Als das Großherzogtum Berg nach dem Wiener Kongress an das Königreich Preußen fiel, kam Schloss Burg 1815 in den Besitz des preußischen Fiskus. Auch er versuchte vergeblich, die Anlage in den 1820er Jahren zu verkaufen. Die noch erhaltenen Gebäude wurden zunächst als Fabrik genutzt, in der Gewehrläufe gezogen wurden. Dann dienten sie als Rossmühle und Wollspinnerei. Außerdem wurden die verlassenen Schlossbauten durch eine Deckenfabrik genutzt, in der die bekannten Burger Scharzen hergestellt wurden. Dies waren Decken, die aus Leinen und gesponnenem Rinderhaar bestanden. Der Volksmund nannte Schloss Burg deshalb auch Schaazenborg (Scharzenburg). Ab 1839 war in den übrigen Räumen die erste Schule des Ortes untergebracht. Wegen des schlechten baulichen Zustands musste der Schulbetrieb dort aber eingestellt und auf dem Burgareal 1845 ein neues Schulhaus errichtet werden. Zuletzt wurde der Palas als Scheune genutzt.
1849 verkaufte Preußen das Schloss auf Abbruch. Mitte des Jahres demontierte man das Dach und den Eichendachstuhl des Palas, um das mit 75 Talern bewertete Material beim Bau des Elberfelder Landgerichts (heute Wuppertal) zu verwenden. Ungefähr zur gleichen Zeit wurden die bis dahin noch stehenden, nachmittelalterlichen Stall- und Wirtschaftsgebäude an der westlichen, inneren Ringmauer zwischen innerem Torbau und Diebsturm niedergelegt. Ab diesem Zeitpunkt verfiel der restliche Baubestand fast vollständig und wurde zur Ruine. Ein Übriges taten die Bewohner der Umgebung, die das Schloss als Steinbruch nutzten.

### Wiederaufbau ab 1890

Palasruine, um 1887

Wiederaufbauarbeiten, 1890

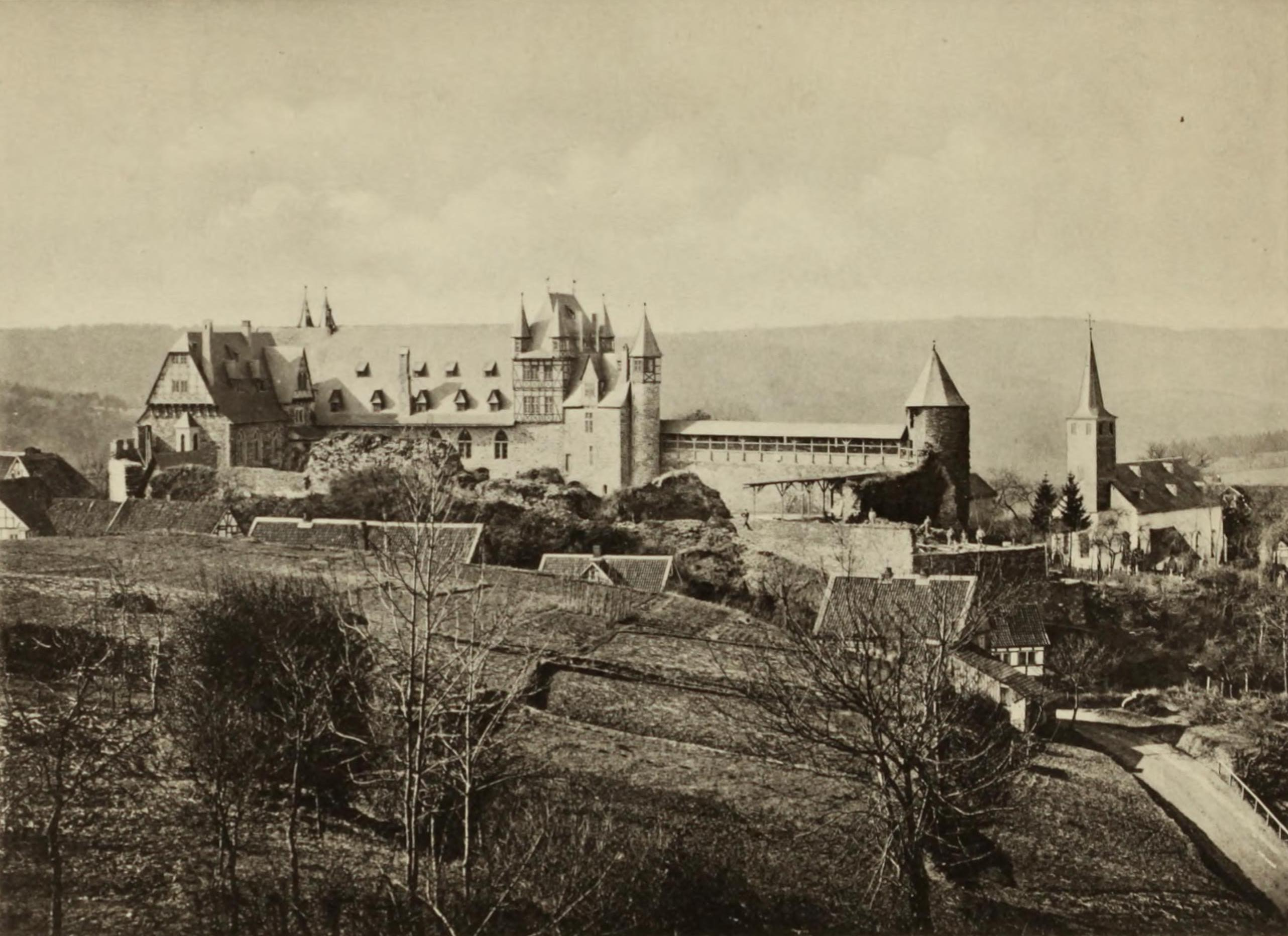
Schloss Burg von Nordwesten, 1896

1887 waren von der ehemals großen Burganlage nur noch einige Außenmauern des Palas, ein ruinöses inneres Torhaus, Teile der Schildmauer sowie der Diebsturm und eine daran anschließende Mauer erhalten. Unterdessen wurden in der Bevölkerung Stimmen laut, die sich für den Erhalt der verbliebenen Reste einsetzten. Im Dezember 1886 traf sich unter der Federführung des Wermelskirchener Fabrikanten Julius Schumacher ein erstes „Komitee zur Erhaltung der Schloßruine zu Burg an der Wupper“, dem am 3. August 1887 die Gründung des „Vereins zur Erhaltung der Schloßruine zu Burg a. d. Wupper“ (ab 1897 „Schloßbauverein Burg an der Wupper“) folgte. Der hatte anfangs lediglich die Sicherung der Burgruine zum Ziel und wurde dabei vom Bergischen Geschichtsverein unterstützt. Schon bald trat jedoch das Ziel eines Wiederaufbaus in den Vordergrund, denn der aus Barmen stammende Architekt Gerhard August Fischer hatte die Gründungsversammlung mit einer Fülle von detaillierten Zeichnungen, Plänen und Entwürfen für eine Rekonstruktion begeistern können. Fischers Wiederaufbaupläne, für die er anfänglich 100.000 Mark veranschlagte, fanden auch beim damaligen Provinzialkonservator Paul Clemen Zuspruch. 1888 wurden erste Entschuttungsarbeiten und Ausgrabungen im Burghof durchgeführt, bei denen unter anderem die unter einem Hügel aus Erde und Schutt verborgenen Bergfriedfundamente wieder freigelegt wurden. Ab 1890 erfolgte dann ein allmählicher Wiederaufbau durch den Schlossbauverein nach Fischers Plänen, die eine Mischung aus Rekonstruktion nach historischen Vorbildern und Grabungsergebnissen sowie phantasievollen Eigenkreationen waren. Schloss Burg sollte als „bergisches Nationaldenkmal“ wiederauferstehen. Die ersten Bauarbeiten begannen am 12. April 1890 am inneren Burgtor, dessen Einweihung am 13. August 1890 gefeiert wurde. Anschließend erfolgte die Wiederherstellung der sich nördlich anschließenden Wehrmauer samt Wehrgang. Eine ursprünglich von Fischer angedachte Rekonstruktion des alten romanischen Palas der Anlage erfolgte zwar nie, aber im Frühjahr des Jahres 1891 begann die Rekonstruktion des zweigeschossigen Saalbaus aus dem 13. Jahrhundert. Am 22. August desselben Jahres konnte bereits Richtfest gefeiert werden, und nur drei Monate später fand am 21. Oktober die Einweihungsfeier statt. Im darauffolgenden Jahr erfolgte der Bau des Kapellenflügels mit der neugotischen Burgkapelle. Ihre feierliche Einweihung fand am 10. August 1892 statt. Hatten die Arbeiten 1890 mit 13.290,50 Mark zu Buche geschlagen, kosteten sie 1891 schon 25.490,64 Mark und fanden 1892 mit 46.399,23 Mark ihren vorläufigen Höhepunkt. Das Jahr 1893 brachte der Verein damit zu, die Lücken in der inneren Ringmauer zu schließen und die dicke Schildmauer im Osten wiederaufzubauen, was Kosten in Höhen von 38.730,33 Mark verursachte. Bis zum Sommer 1894 wurde die Ecke zwischen dem mittlerweile Palas genannten Saalbau und dem Kapellenflügel geschlossen, sodass sich die Gesamtkosten des Wiederaufbaus bis Ende des Jahres auf rund 200.000 Mark summiert hatten. 135.000 Mark entfielen allein auf den Palas, in dem noch 1894 ein erstes Museum eingerichtet wurde. Anschließend erlahmten die Wiederaufbauarbeiten ein wenig, denn dem Verein war vorläufig das Geld ausgegangen. 1895 konnte noch die Schildmauer samt ihrem Wehrhaus fertiggestellt werden. Gleiches gilt für die der Fantasie Fischers entsprungene Nordterrasse, die der Kernburg von 1892 bis 1895 an der Nordseite angefügt wurde. Anschließend ruhten die Bauarbeiten fast vollständig.

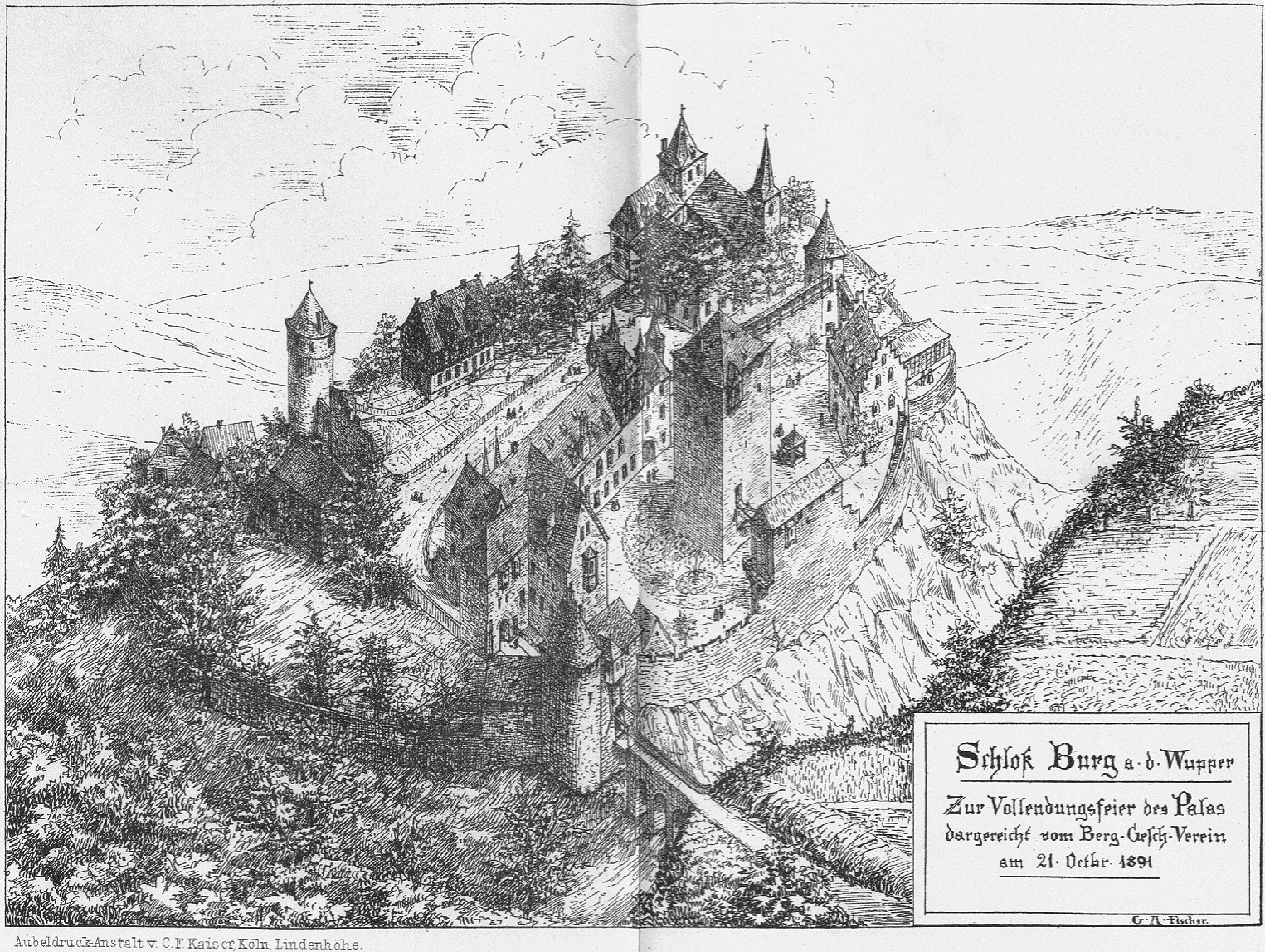
Rekonstruktionszeichnung von Gerhard August Fischer, 1891

1899 erhielten die Aktivitäten der Schlossbauvereins neuen Schwung, denn am 12. August des Jahres besuchte Kaiser Wilhelm II. Schloss Burg und stellte aus seinem Dispositionsfonds 20.000 Mark für den Wiederaufbau zur Verfügung. Die Spenden aus den Reihen bergischer Fabrikanten flossen nun wieder üppiger, und so konnte noch im selben Jahr der Mitte Mai begonnene Rohbau des Zwingertors beendet werden. Der Wuppertaler Bankier August von der Heydt stiftete anlässlich des Kaiserbesuchs einen Marmorbrunnen und eine Bronzestatue Adolfs I. von Berg, die am Fuße der großen Palasfreitreppe aufgestellt und am 20. September 1902 eingeweiht wurden. Bereits im Frühjahr des Jahres 1900 war mit Wiederaufbauarbeiten am Bergfried begonnen worden. Seine freigelegten Fundamentreste im Burghof waren noch 1,5–2 Meter hoch. Gerhard August Fischer plante eigentlich, den Turm als offene 17 Meter hohe Ruine zu rekonstruieren, doch der Schlossbauverein wollte seinen vollständigen Wiederaufbau. Bereits Ende 1901 waren die Arbeiten so weit fortgeschritten, dass der Turm schon ein Dach besaß. Weil der verwendete Trassmörtel bei den winterlichen Temperaturen aber nicht schnell genug trocknete und aushärtete, stürzte der Bergfried bei einem Sturm am 5. Januar 1902 an der Nordwestecke zum Teil ein. Das Unglück war Anlass für Fischers Ausscheiden aus den Diensten des Schlossbauvereins. Sein Nachfolger wurde der Berliner Architekt Wilhelm Blaue, der allerdings erst im März 1903 seinen Dienst antrat. Der Bergfried wurde mit einer anderen Technik und durch Maueranker verstärkt wiederaufgebaut. Seine endgültige Fertigstellung erfolgte 1904, die Bauspuren der durch den Sturm verursachten Lücke sind allerdings bis heute gut im Mauerwerk zu erkennen. Unter Blaue kam es bis 1904 auch zum Bau des sogenannten Pferdestalls, einem Wohnhaus, das sich dem 1899 begonnenen Zwingertor im Süden der Anlage anschloss. Blaues Nachfolger, der bis 1908 in Burg tätige Architekt Lauterjung, sah sich der Aufgabe gegenüber, die Instabilität der zweigeschossigen Schildmauer zu beheben. Die Mauer neigte sich mittlerweile stark nach außen zur Grabenseite, sodass sich Lauterjung dazu gezwungen sah, das Wachhäuschen und das oberste Geschoss abzutragen. Zusätzlich wurde die Mauer um 1905 durch eine überdachte Steinbrücke mit dem Bergfried verbunden.
Bis 1910 betrugen die Gesamtkosten für den Wiederaufbau von Schloss Burg inklusive Innendekoration mehr als 1,3 Millionen Mark. Auf Empfehlung Paul Clemens trat 1910 der ehemalige Straßburger Dombaumeister Ludwig Arntz die Stelle als Schlossbauarchitekt an. Unter ihm wurde der Wiederaufbau des Grabentors begonnen, dessen Rohbau am 29. Juli 1911 fertig war. Ab 1912 trug Arntz auch für die Wiederherstellung des Johannitertors an der Nordwestecke des Burgbereichs Sorge und leitete den Bau des sogenannten Mitteltors, das wegen der nur geringen Funde bei einer vorausgehenden Grabung nicht nach historischen Vorbildern, sondern dem Zeitgeschmack entsprechend rekonstruiert wurde. Als letzter Bauabschnitt wurde der neben dem Mitteltor stehende Batterieturm errichtet. Er fiel wesentlich größer aus als sein historischer Vorgänger, der nicht nur kleiner gewesen war, sondern auch weiter östlich gestanden hatte. Die Abweichung vom Original resultierte aus einem Fehler Arntzʼ, der die Trittspuren von Eseln rings um eine Mühle am heutigen Turmstandort fehlinterpretierte.

### Ab 1914
Der Erste Weltkrieg setzte allen Bautätigkeiten vorläufig ein Ende, sodass der Batterieturm lange Zeit nur im Rohbau bestand. Das Grabentor wurde während des Krieges schwer beschädigt, aber nach Kriegsende wiederaufgebaut und zum Teil zu Wohnraum umgestaltet. Am 13. Dezember 1918 bezogen britische Besatzungstruppen in der Burg Quartier.
In der Nacht vom 25. auf den 26. November 1920 brannten die Dachgeschosse großer Teile der Anlage völlig aus. Dabei wurden der Palas, die Kemenate, das innere Torhaus, das Zwingertor und der Kapellenflügel in Mitleidenschaft gezogen. Der Bestand des Bergischen Museums, das seit 1911 neun Räume im Dachgeschoss der Anlage belegte, wurde dabei vollständig vernichtet. Unter den zerstörten Exponaten waren zum Beispiel zwölf wertvolle Holzskulpturen vom ehemaligen Hochaltar des Altenberger Doms, die Evangelisten und Heilige darstellten. Um den unbeschädigten Baubestand zu schützen, wurde sofort ein Notdach errichtet. Es dauerte aber bis November 1923, ehe alle Schäden an den Gebäuden beseitigt waren. Der Wiederaufbau wurde von einer Welle der Hilfsbereitschaft getragen. Erlöse aus Eintrittsgeldern und neue Spendensammlungen brachten die enorme Summe von 550.000 Mark für die Reparaturen und Neueinrichtung des Museums ein. Das neue Dachgeschoss wurde allerdings in vereinfachten Formen errichtet, was auf den deutlich gewandelten, sachlicheren Zeitgeschmack zurückzuführen war. Auf das Schmuckfachwerk wurde ebenso verzichtet wie auf Turmaufbauten mit spitzen Helmen oder gestaffelte Gauben. Die Bauarbeiten endeten 1925 mit der Fertigstellung des neu errichteten Engelbertturms an der Nordseite der inneren Ringmauer. Im selben Jahr zog die bis dahin im Grabentor beheimatete Jugendherberge in ein neues Domizil um. Die Museumsarbeit wurde erst 1927 unter der Leitung des Malers Erich Hasenclever wieder aufgenommen.

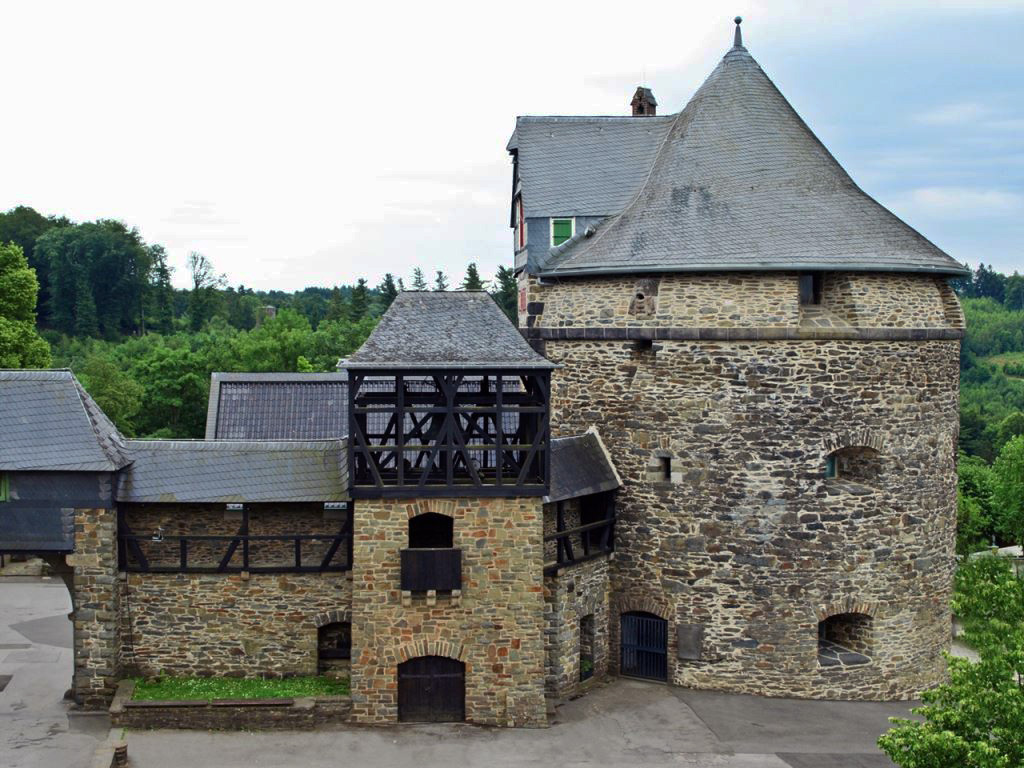
Batterie- und Glockenturm gehören seit den 1950er Jahren zu einer Gedenkstätte für Vertriebene

Während des Zweiten Weltkriegs blieb Schloss Burg größtenteils unversehrt, nur ein Luftangriff am 4. November 1944 beschädigte die Anlage vergleichsweise leicht. Bei der Beseitigung der entstandenen Schäden 1948 stellte der beauftragte Architekt F. Heyder aber fest, dass die Holzbalkendecken des Bergfrieds durch eindringendes Wasser ruiniert worden waren. Sie wurden in der Folgezeit durch moderne Betondecken ersetzt. Nach Heyder übernahm der Regierungsbaumeister Ernst Stahl die architektonische Leitung auf Schloss Burg. Eine seiner ersten Amtshandlungen war 1950 die Restaurierung der Historiengemälde im Rittersaal. Unter ihm wurde auch der im Rohbauzustand verbliebene Batterieturm in den Jahren 1950 und 1951 zu einer Gedenkstätte in Erinnerung der Kriegsvertriebenen ausgebaut. Ihre Einweihung fand am 21. Oktober 1951 durch Bundespräsident Theodor Heuss statt. Die Gedenkstätte wurde 1956 durch einen Glockenturm neben dem Batterieturm ergänzt. Dessen feierliche Einweihung fand am 21. Oktober des Jahres statt. Weitere Ergänzungen und Ausbauten in den 1950er Jahren dienten vor allem der besseren touristischen Erschließung. Dazu gehörte 1954 der Bau eines Parkplatzes an der Südseite der Burg, die Einrichtung neuer Toilettenanlagen, die Modernisierung des Abwassersystems und der Bau von Fachwerkbauten im Zwingerhof, um dort Geschäfte unterzubringen. Bei Erdausschachtungen zwecks Erweiterung des Küchenbaus für das Burgrestaurant machten die Arbeiter am 3. November 1952 einen aufsehenerregenden Münzfund: Versteckt unter vier großen Feldsteinen wurden in einem alten Krug 208 Denare gefunden. Die Silbergroschen mit dem Bild des Kölner Erzbischofs wurden Anfang des 13. Jahrhunderts geprägt und um das Jahr 1210 im Burghof vergraben.
Bis 1962 bestand das Bergische Museum im Dachgeschoss des Palas aus einer Abfolge von herrschaftlichen Wohn- und Schlafräumen. Dann wurde die Ausstellung vollständig umkonzipiert. Ab 1985 ließ die Museumsleitung grundlegende Restaurierungen und Rückbauten in den Museumsräumen vornehmen. Von Mai bis Juni 2005 fand im Zuge von Bausicherungsmaßnahmen an der Nordterrasse eine archäologische Untersuchung statt. Dabei wurden zwei Baugruben ausgehoben, sodass erstmals seit dem Wiederaufbau Ende des 19. Jahrhunderts die Burgmauer im Bereich des Nordhofes untersucht werden konnte. Die Ergebnisse bestätigten eine These des Architekten Gerhard August Fischer aus dem Jahr 1887/88, der die dort aufgefundenen Mauerreste als Bestandteil des ersten Palas des Erbauers Graf Adolf II. bezeichnete. Zu den Funden der Ausgrabung zählten Keramikscherben aus dem 12./13. und 14./15. Jahrhundert sowie Knochenfragmente, die Auskunft über den damaligen Speiseplan gaben. Nachdem zu Beginn der 2010er Jahre ein umfassender Sanierungs- und Modernisierungsbedarf für die Gesamtanlage festgestellt worden war, werden diese Arbeiten seit 2014 durchgeführt. Die Kosten dafür wurden auf rund 32 Millionen Euro geschätzt. Zuvor war schon mit einer punktuellen Maßnahme der Batterieturm von November 2009 bis Mai 2010 für 250.000 Euro saniert worden.

## Beschreibung

### Lage und Umgebung
Schloss Burg steht im Westen des Burger Ortsteils Oberburg etwa 100 Meter über der Wupper auf einem Bergsporn an der Einmündung des Eschbachs. Oberburg ist seit dem 31. Mai 1952 durch die Seilbahn Burg mit dem Ortsteil Unterburg verbunden. Die Bergstation der Luftseilbahn befindet sich im Westen des Burggeländes im Bereich der einstigen Burgfreiheit. Wanderwege führen in die umgebenden Wälder, nach Unterburg und Oberburg sowie entlang der Wupper zum 2006 eröffneten Park unter der Müngstener Brücke.
Der Burgfelsen fällt an drei Seiten steil zur Wupper ab, lediglich von Osten ist ein einfacher Zugang zur Burg möglich. Entsprechend war die Anlage seit dem Mittelalter an dieser gefährdeten Seite mit mehreren hintereinanderliegenden Gräben gesichert. Der damalige Burggraben befand sich dort, wo heute die Burgtalstraße verläuft. Schloss Burg ist somit eine Spornburg, eine Höhenburg in Spornlage.

### Architektur

Schematischer Lageplan von Schloss Burg

Schloss Burg ist eine der größten Burgen Westdeutschlands und die größte rekonstruierte Burganlage in Nordrhein-Westfalen. Sie besteht heute aus der ehemaligen Kernburg im Osten, einem nördlich und westlich davon gelegenen Vorburgbereich sowie dem Bereich der ehemaligen Burgfreiheit ganz im Westen. Das gesamte Areal ist als Denkmalbereich geschützt. Neben anderen Bauten stehen Schloss Burg, die ehemalige Johanniterkirche nebst zugehörigem Friedhof, das Pfarrhaus inklusive des Johannitertors und das ehemalige Schulhaus (heute Besucherzentrum) zusätzlich als Einzeldenkmale unter Denkmalschutz. Zugang zur Gesamtanlage gewährt eine große Doppeltoranlage im Südosten. Früher gab es noch eine Pörtschen genannte Schlupfpforte an der Westseite und das Johannitertor an der Nordwestecke. Zu letzterem führt heute noch ein steiler Weg vom Ortsteil Unterburg.
Die Gebäude besitzen mehrheitlich unverputztes Bruchsteinmauerwerk aus der anstehenden Grauwacke. Für Fenster- und Türeinfassungen sowie für die Eckquaderungen wurde auf höherwertige Steinarten zurückgegriffen. An einigen Stellen im schiefergedeckten Dachgeschoss des Palas gibt es noch Reste von Zierfachwerk.

#### Doppeltoranlage und Burgfreiheit
Eine kleine Bogenbrücke führt über den früheren Graben zum Grabentor. Es ist das Außentor einer großen Doppeltoranlage und besitzt ein Fallgatter. Nachdem der Besucher das Tor passiert hat, steht er in einem kleinen Hof (Zwingerhof), an dessen Westende ein zweites Tor steht: das Zwingertor. Sein spitzbogiger Durchgang ist durch einen darüberliegenden Wehrerker geschützt. Dem Zwingertor schließt sich nach Süden der sogenannte Pferdestall an. Dabei handelt es sich um einen zweigeschossigen Fachwerkbau auf einem hohen Sockel aus Bruchstein. Während im Erdgeschoss Stallungen untergebracht waren, diente das Obergeschoss zu Wohnzwecken. Das Gebäude entstand nach Entwürfen Gerhard August Fischers, der das Obergeschoss ursprünglich als repräsentative Wohnung für den deutschen Kaiser konzipiert hatte. Der Pferdestall ist über ein verschiefertes Wohnhaus mit dem Grabentor verbunden.
Hinter dem Zwingertor erreicht der Besucher den Bereich der ehemaligen Burgfreiheit, die früher von einer äußeren Ringmauer aus dem 13. Jahrhundert eingefasst war. Zur Burgfreiheit gehört neben neuzeitlicher Bebauung auch das Johannitertor, dessen unterer Teil noch auf das Mittelalter zurückgeht. Den Namen erhielt der Bau von seinen ehemaligen Bewohnern, denn er war früher Teil der Johanniterkommende. Ab 1800 gehörte er allerdings zur Wohnung des Pfarrers der benachbarten Kirche St. Martinus, die früher die Kirche der Johanniter gewesen ist. Im ehemaligen Pfarrgarten neben der Bergstation der Seilbahn steht eine etwa 250 Jahre alte Winterlinde (Tilia × europaea „Pallida“), die Kaiserlinde genannt wird. Sie ist eines von insgesamt sieben Naturdenkmälern auf dem Burgareal. Neben vier weiteren Linden stehen auch eine Blutbuche und eine Rosskastanie unter Naturschutz.
Ältester Teil der Kirche St. Martinus ist der romanische Ostbau vom Ende des 12. Jahrhunderts mit einer lichten Breite von 8,5 Metern. Ihm ist an der östlichen Stirnseite ein dreiseitiger Chor ohne Chorhaus vorgesetzt. Auf diesem steht ein mit Schieferschindeln verkleideter Chorturm, dessen spitzer achteckiger Helm von einer Wetterfahne bekrönt ist. Der Turm dient als Glockenturm, dessen zwei Glocken folgende Inschriften tragen: „EVERARDUS PETIT ME FECIT A. 1790“ und „SANCTE JOANNE BAPTISTA ORA PRO NOBIS QUEM PRAEDICASTI SALVATOREM SACRO ORDINI MELITENSI ERECTA A. 1799. ME FUDIT STÖCKY“ (deutsch Heiliger Täufer Johannes, bitte für uns bei dem, der von dir als Heiland vorher verkündigt wurde. Errichtet vom heiligen Malteserorden im Jahre 1799. Stöcky goss mich). Der Chor besitzt ein großes Rundbogenfenster mit abfallender Sohlbank. Seine Verglasung wurde von Peter Hecker gestaltet und zeigt die heilige Dreifaltigkeit. Das Zeitgeschehen der Entstehungszeit im Jahr 1969 fließt durch die Darstellung eines stilisierten Astronauten ein. Zu beiden Seiten des Chors gibt es ein rundbogiges Fenster mit den Darstellungen des heiligen Martin und Johannes des Täufers. Durch den gesamten Ostteil zieht sich im Inneren eine romanische Säulenstellung entlang der Wände: Auf einem niedrigen Sockel erheben sich fünfzehn 1,35 Meter hohe Säulen aus blauschwarzem Marmor mit Eckblattbasen und feinen Blattkapitellen aus weißem Kalkstein, die durch Bögen verbunden sind. 13 dieser Säulen stammen aus dem frühen 13. Jahrhundert vermutlich aus der mittelalterlichen Pankratiuskapelle oder dem Palas der damaligen Burg. Der aus dem 17. Jahrhundert stammende Westbau ist 11,95 Meter lang und aus Tuffstein errichtet. Er besitzt eine flache Decke und je drei Fenster auf den Langseiten. Einlass gewährt eine zweiflügelige Eichentür in der Mitte der westlichen Stirnseite. Sie stammt aus der Werkstatt des Hennefer Bildhauers Manfred Saul und zeigt zwei Reliefs mit aufeinanderstehenden Figuren. Über dem Portal hängt das steinerne Wappen des Johanniterordens und erinnert an die Anfänge der Kirche. An der nördlichen Außenseite des Baus stehen sechs alte Grabplatten, eine davon aus dem Jahr 1620.

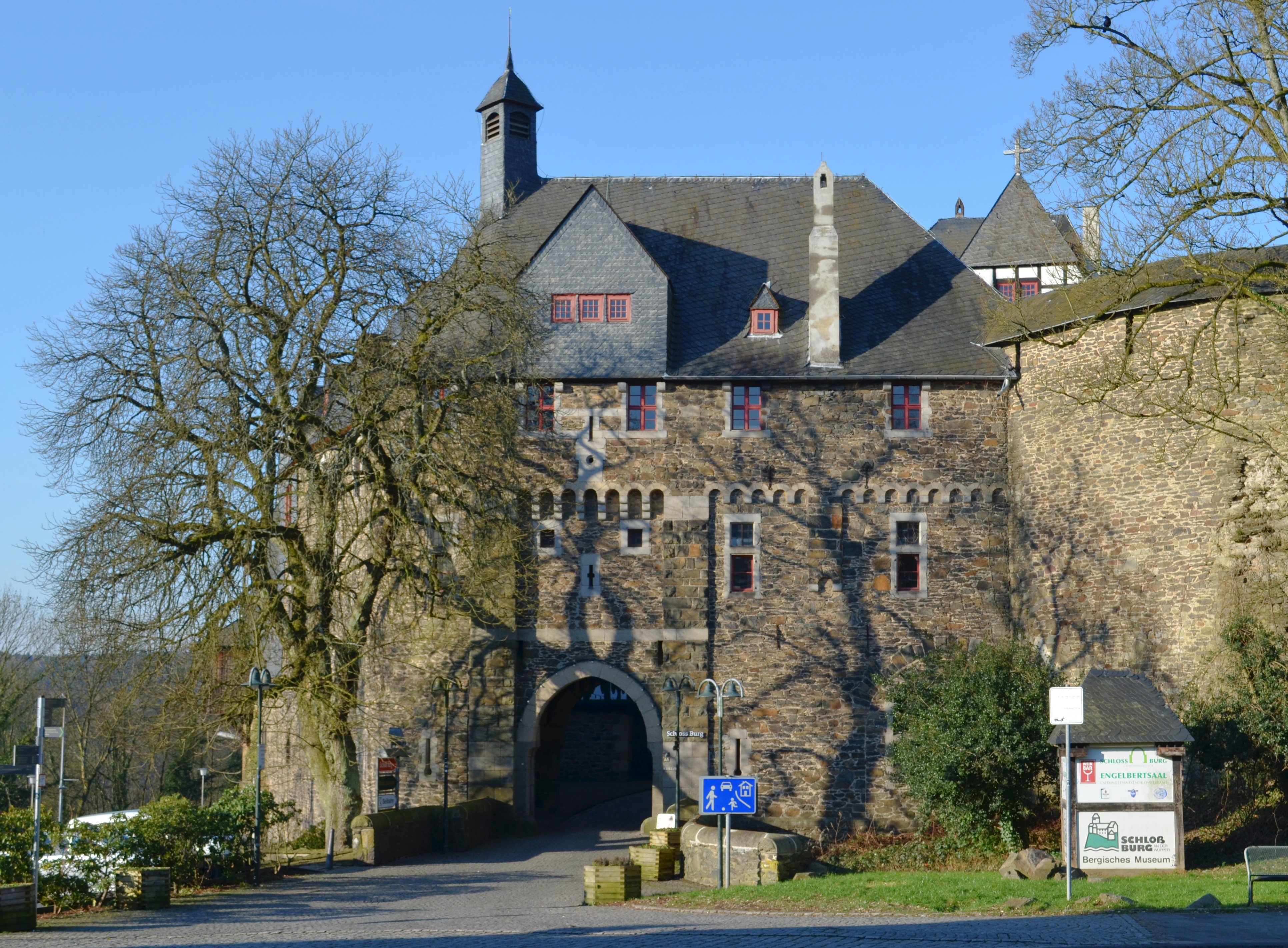
Grabentor
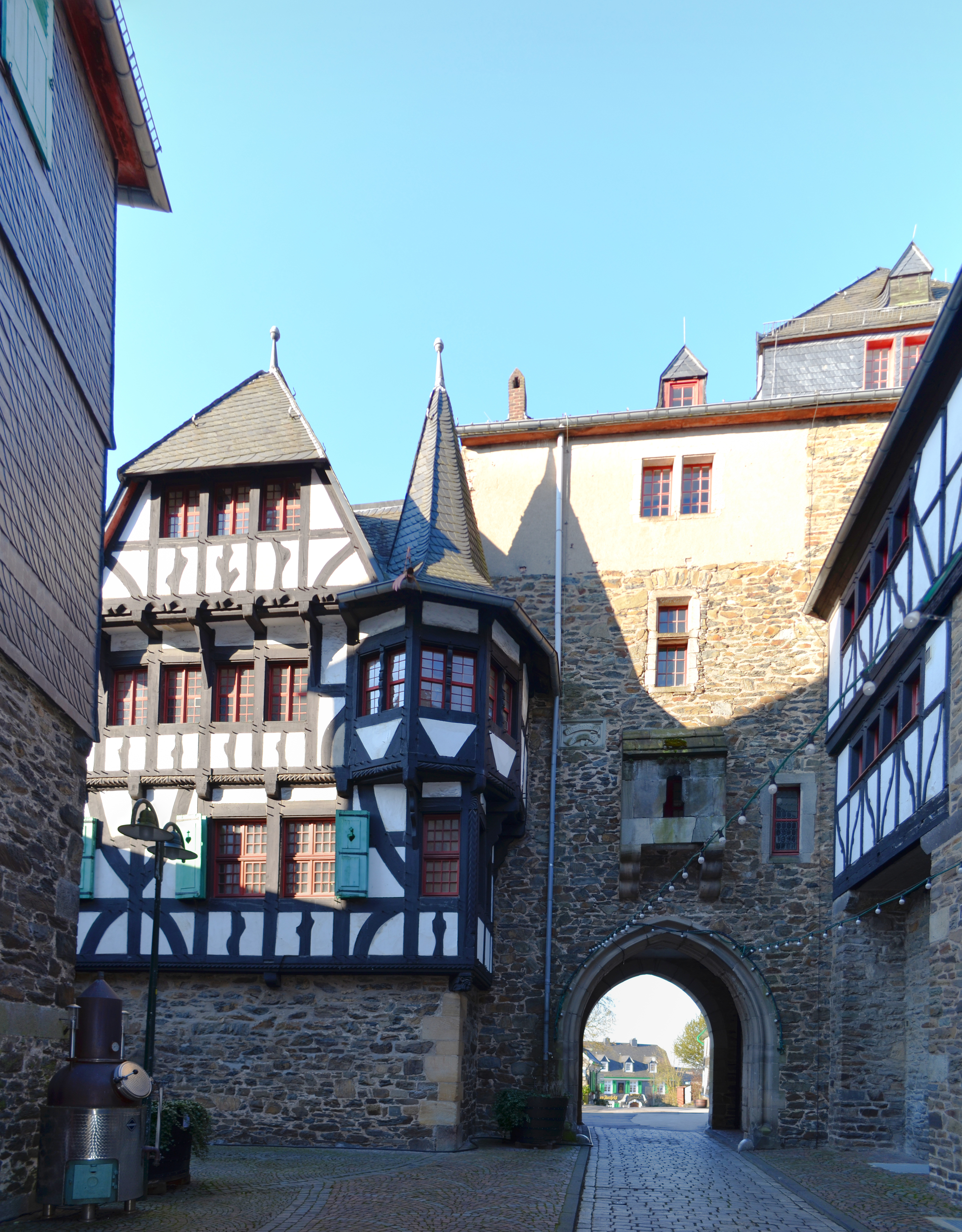
Zwingertor
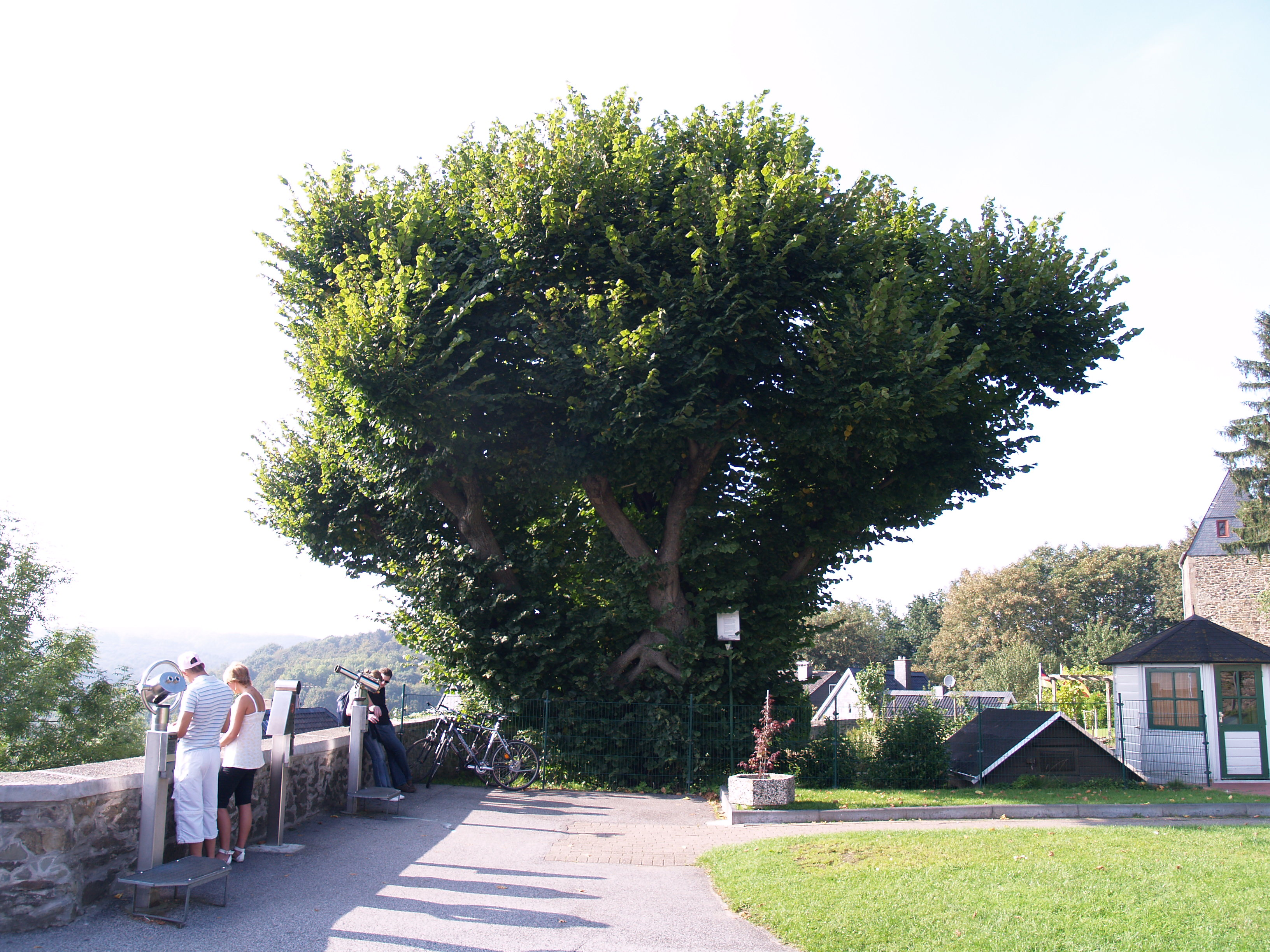
Kaiserlinde
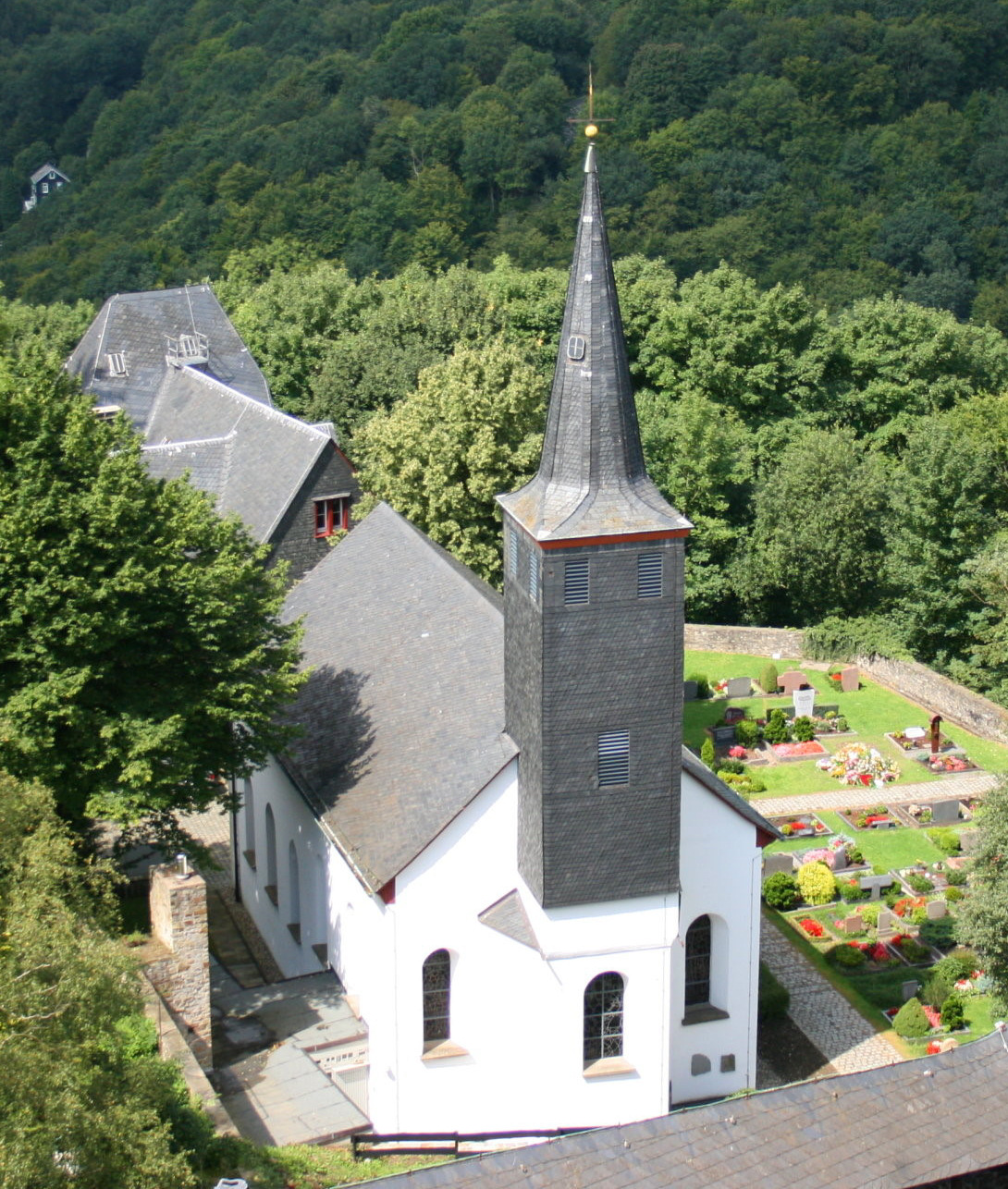
Kirche St. Martinus

#### Vorburg
Die Vorburg war früher von einer eigenen Ringmauer umgeben. Geringe Reste ihrer Fundamente sind heute noch in der östlichen Friedhofsmauer erhalten. Zur Bebauung der Vorburg gehört der wuchtige Batterieturm, der die Südwestecke des Vorburgbereichs markiert. Der Rundturm besitzt vier Meter dicke Mauern und eine leicht gewölbte Mauerkrone, auf der das abgeknickte Kegeldach mit Schieferdeckung aufsetzt. Im Dachgeschoss findet sich auf der Ostseite ein dekorativer Uhrengiebel. Neben dem Batterieturm steht ein Glockenturm. Er besitzt einen zweigeschossigen Bruchsteinunterbau, auf dem ein offenes Glockengeschoss aus Holz sitzt. Seine drei Glocken läuten einmal täglich. Durch eine Mauer und das Mitteltor ist der Glockenturm mit der Schlossterrasse verbunden, die dem Palas westlich vorgelagert ist. Sie wird heute vom Schlossrestaurant genutzt. Zu ihr führen 1977 und 1988 erbaute Freitreppen hinauf. An ihrer Nordwest-Ecke steht auf einem hohen Rechtecksockel ein Reiterstandbild Engelberts von Köln. Die Bronzeskulptur ist eine Stiftung des aus Barmen stammenden Geheimen Kommerzienrats Max Albert Molineus und wurde 1925 von dem Bildhauer Paul Wynand geschaffen. Die Einweihung des Engelbert-Denkmals fand 1929 statt.
Im nördlichen Bereich der einstigen Vorburg steht die sogenannte Nordterrasse. An ihrer Nord- und Westseite finden sich im Obergeschoss von Säulenpaaren getragene Arkaden, die Ende des 19. Jahrhunderts als Aussichtsmöglichkeit eingerichtet wurden. Dort, wo das heutige Besucherzentrum im ehemaligen Schulhaus aus der ersten Hälfte des 19. Jahrhunderts steht, verlief früher die Vorburgmauer. Das Gebäude steht deshalb nur zum Teil im Bereich der mittelalterlichen Vorburg, sein Westteil befindet sich im Bereich der Burgfreiheit.

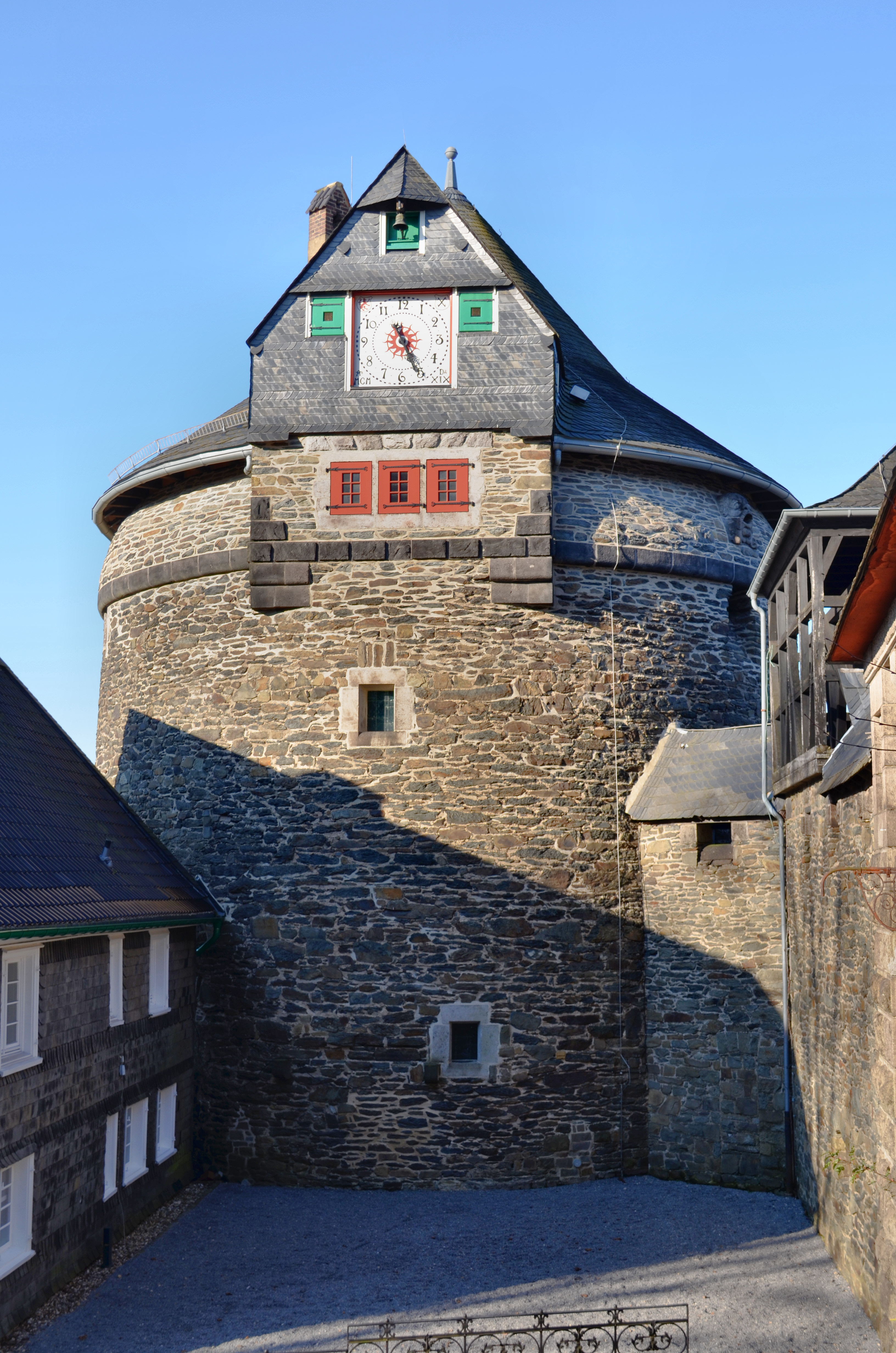
Batterieturm
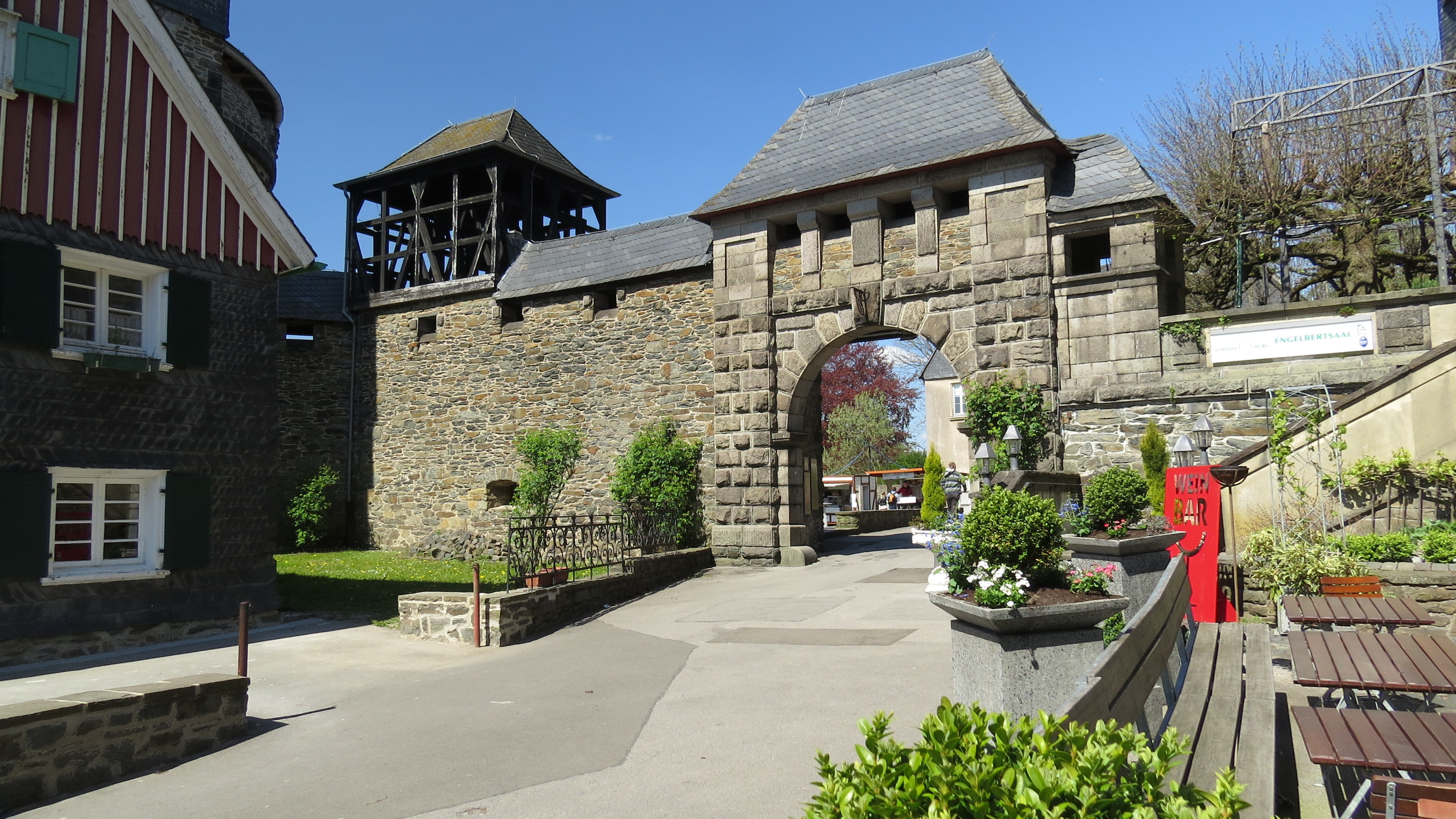
Mitteltor und Glockenturm
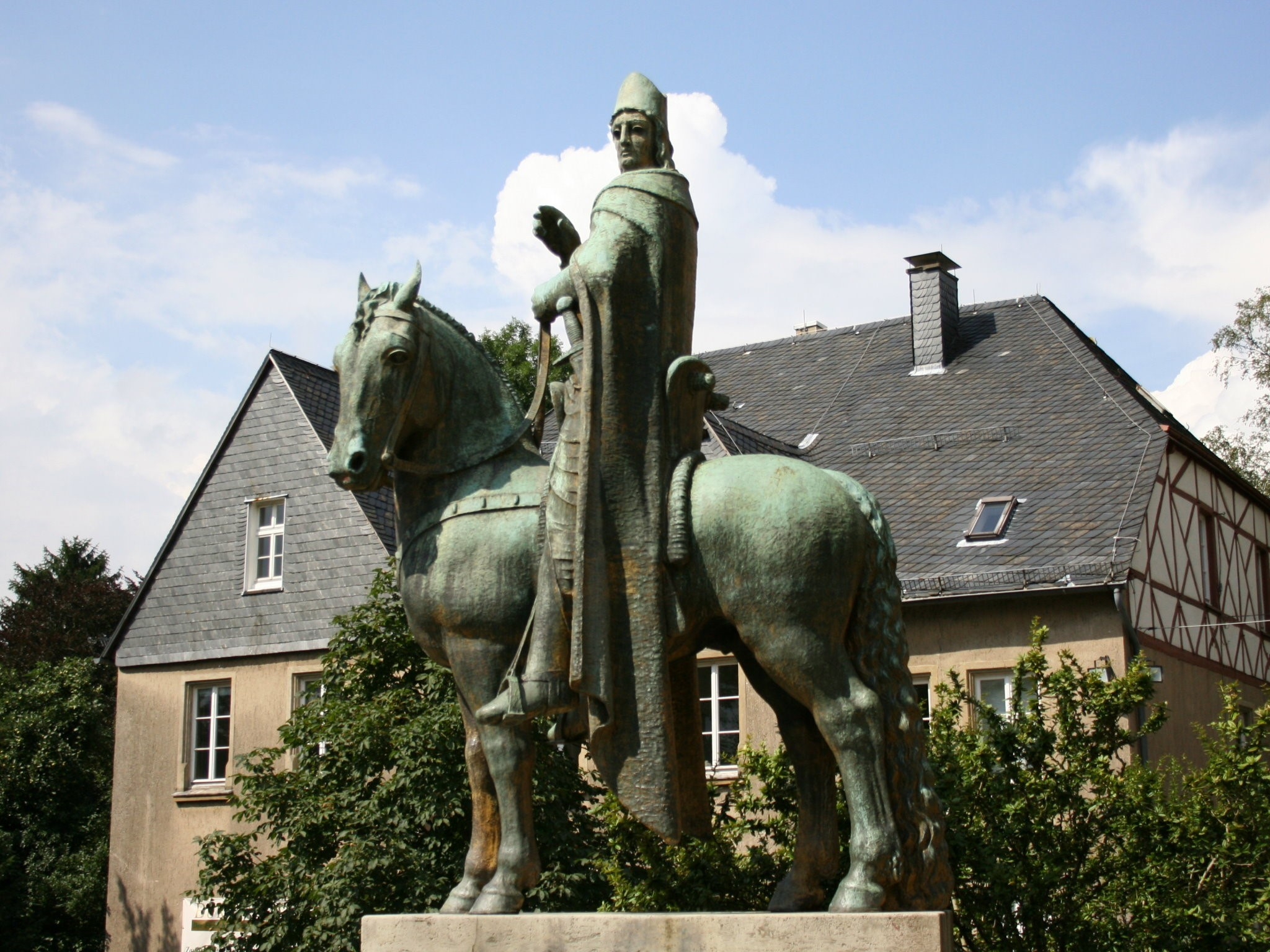
Reiterstandbild Engelberts von Köln
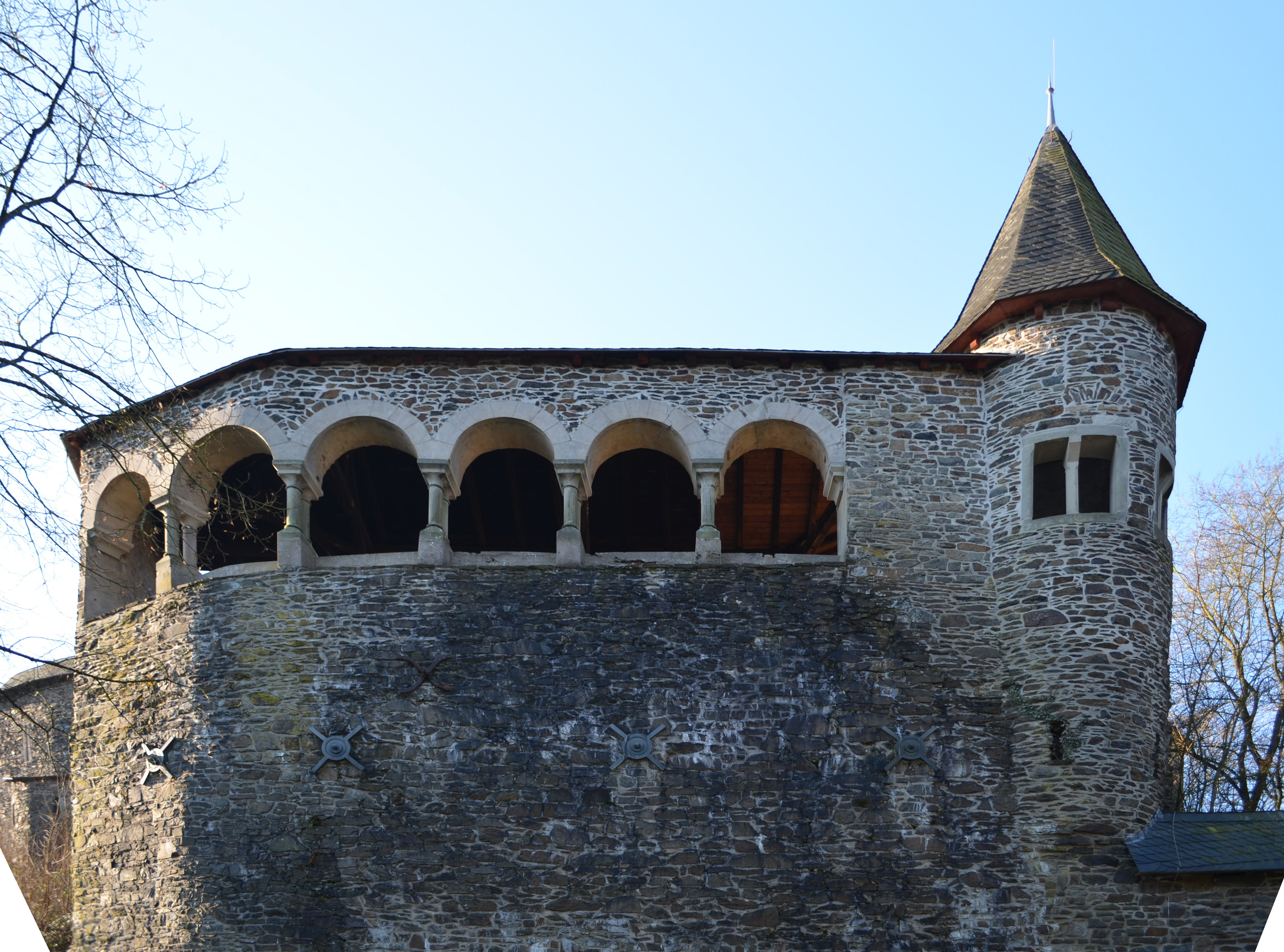
Nordterrasse

#### Kernburg
Die Kernburg ist an ihrer Angriffsseite im Osten durch eine 17 Meter breite, mehrgeschossige Schildmauer geschützt, vor der ein 14,5 Meter breiter und 6,2 Meter tiefer Burggraben lag. Vor ihrem Wiederaufbau war von der Schildmauer nur noch ein 2,70 Meter hoher Rest übrig. Ihr schließt sich nördlich und südlich die Ringmauer der Kernburg an, die innere Ringmauer genannt wird. Sie stammte ursprünglich von der ersten Bauphase der Burg im 12. Jahrhundert, wurde aber zwischen 1888 und 1902 neu aufgemauert, sodass von der Originalsubstanz nur geringe Reste in den heutigen Fundamenten vorhanden sind. Beim Wiederaufbau ließ der Schlossbauverein sie mit einem umlaufenden, im Westen und Nordosten nach außen vorkragenden Wehrgang ausstatten. Im Norden besitzt die innere Ringmauer eine Dicke von 1,65 Metern, an der Südostseite ist sie 1,8 Meter dick. An der Ostseite findet sich außen ein Aborterker, der als Heymlich Gemach bezeichnet wird. Die Nordwestecke der inneren Ringmauer wird durch den achteckigen Diebsturm markiert. Er trägt seinen Namen, weil er bis in das 19. Jahrhundert als Gefängnis für Diebe und sonstige Verurteilte gedient haben soll. Der Turm besitzt im mittelalterlichen Erdgeschoss ein Kuppelgewölbe, während seine beiden Obergeschosse aus dem 15. Jahrhundert mit flachen Balkendecken ausgestattet sind. Als Dach besitzt er einen achtseitigen Helm. Der durch innere Ringmauer und Randbebauung gebildete Burghof ist durch eine Mauer mit Gittertor in einen nördlichen und einen südlichen Teil getrennt. Im Nordteil befindet sich der über 30 Meter tiefe Burgbrunnen.
Der sogenannte Palas steht in der südwestlichen Ecke der Kernburg und besteht aus drei Teilen: einem sechsachsigen Saalbau im Westen, dem im rechten Winkel zum Palas stehenden Kapellenflügel im Süden und dem Kemenatenbau (kurz Kemenate), der beide Gebäudetrakte miteinander verbindet. Das zweigeschossige Gebäude wird auch Engelbertsbau genannt und hat eine Grundfläche von 700 m². Im Erdgeschoss besitzt er Kreuzstockfenster mit Tuffsteinrahmung, deren flache Segmentbögen nach Originalbefund in spätgotischen Formen rekonstruiert wurden. Im Obergeschoss zeigen sich Spitzbogenfenster, welche die Formen des 13. Jahrhunderts imitieren. Der Kapellenflügel ist ebenfalls zweigeschossig und wurde ohne historisches Vorbild Ende des 19. Jahrhunderts gebaut. Sein Erdgeschoss ist durch die Küche des Schlossrestaurants belegt und weist Biforien (Zwillingsfenster) auf. Die Spitzbogenfenster im Obergeschoss deuten auf die dahinterliegende, namensgebende Kapelle der Burg. Zum Haupteingang, der im Winkel von Kapellenflügel und Saalbau liegt, führt eine Freitreppe mit offenen Arkaden in spätromanischen Formen hinauf. Zur Linken steht an ihrem Fuß eine Statue des Grafen Adolf I. von Berg, die ein Werk des Bildhauers Frédéric Coubillier ist. In ihrem Sockel findet sich die Jahreszahl 1902. An der Nordseite des Palas schließt sich der dreigeschossige innere Torbau an. Ausweislich einer Jahreszahl in seinem Torbogen stammt er ursprünglich aus dem Jahr 1528. In seinem Dachgeschoss wurde beim Wiederaufbau die Wohnung des Hausmeisters eingerichtet. Die oberen Stockwerke des Torbaus sind durch einen schlanken Treppenturm mit Wendeltreppe erreichbar.
Die Fundamente des etwa 14 m × 11 m messenden Bergfrieds stammen noch aus der ersten Bauphase der Burg im 12. Jahrhundert. Der sechsgeschossige Wohn- und Wehrturm wurde zu Beginn des 20. Jahrhunderts in Anlehnung an romanische Vorbilder aus der Zeit um 1130 wiedererrichtet. Daher rühren auch seine romanisierenden Zwillingsfenster. Inklusive flachem Walmdach ist er heute etwa 32 Meter hoch. Vom obersten Geschoss mit seinen drei hölzernen Wehrerkern hat der Besucher einen guten Weitblick, der bis nach Remscheid reicht. Die Wehrerker sind der heutige Ersatz für die einst wohl vorhandene, umlaufende Balustrade aus Holz. Der Turm ist durch eine überdachte Holzbrücke mit der Schildmauer und dem dortigen Wehrgang verbunden. Im Mittelalter war sie der einzige Zugang in den Turm. Heute gibt es an seiner Westseite noch einen zusätzlichen Eingang in das Erdgeschoss. Über dessen rundbogigem Tor findet sich eine Inschriftentafel aus Sandstein mit Daten zur Geschichte des Bergfrieds. Früher war das heute als Verlies bezeichnete Erdgeschoss nur durch ein Loch aus dem darüberliegenden Stockwerk zu erreichen und diente als Lager für Steinkugeln, die im Falle eines Angriffs von den Verteidigern aus den oberen Geschossen auf die Angreifer geschleudert wurden. Bis zu 12.000 Tonnen Steine konnten im Erdgeschoss gelagert werden. Vom ersten Obergeschoss führen Treppen in den bis zu vier Meter dicken Außenmauern in die oberen Etagen.

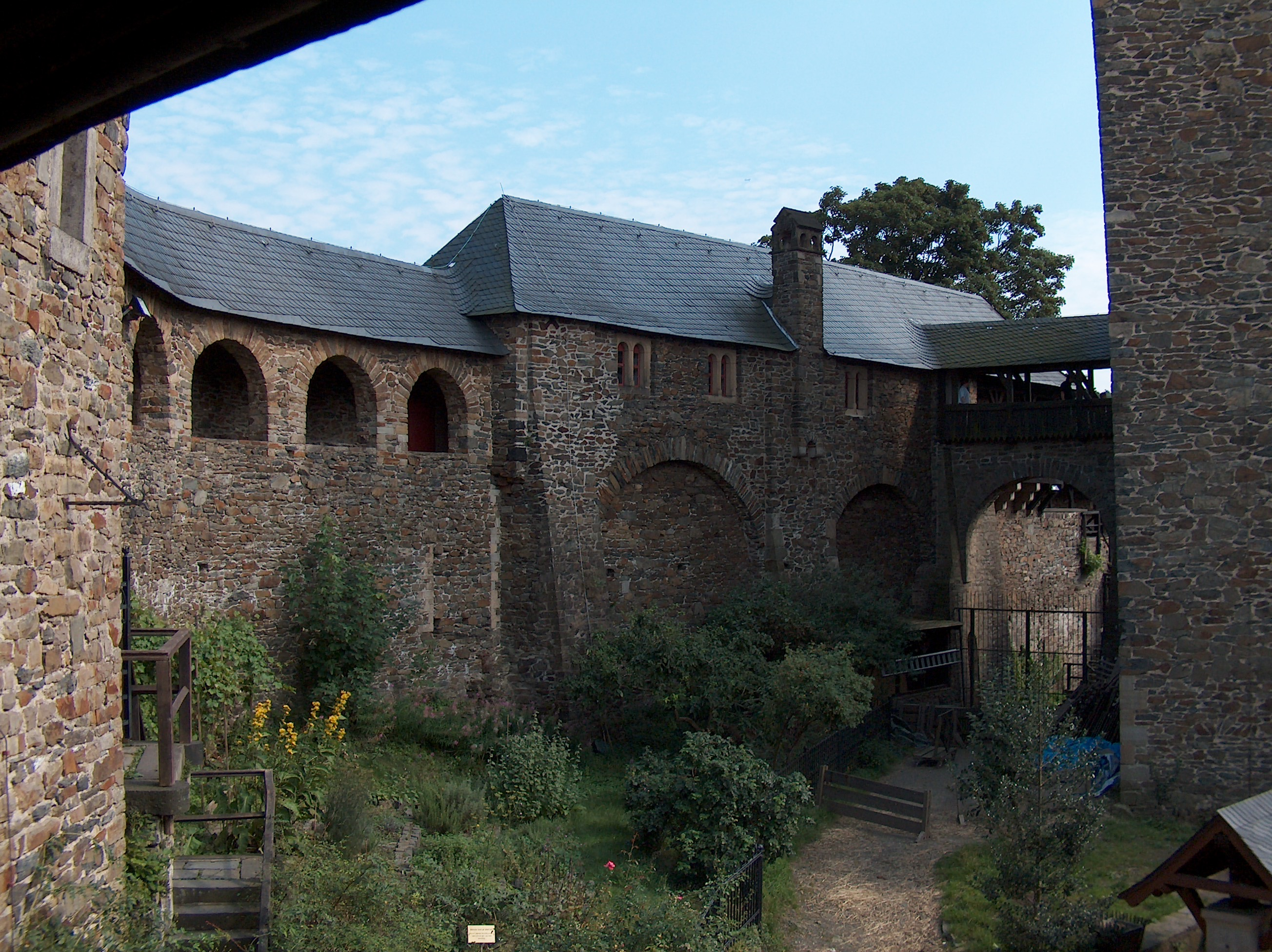
Schildmauer, Ansicht vom Hof
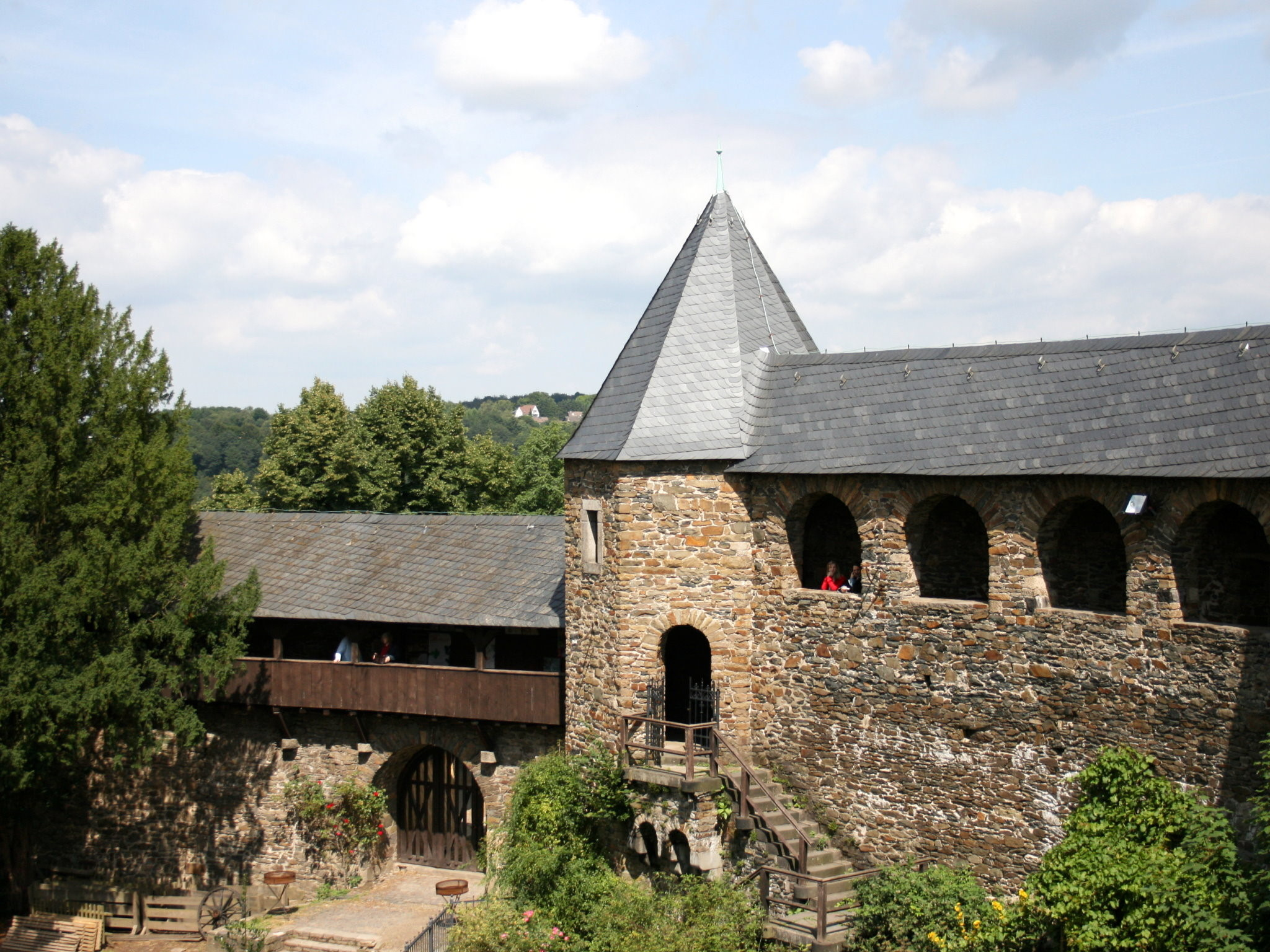
Engelbertsturm und anschließende Wehrgänge
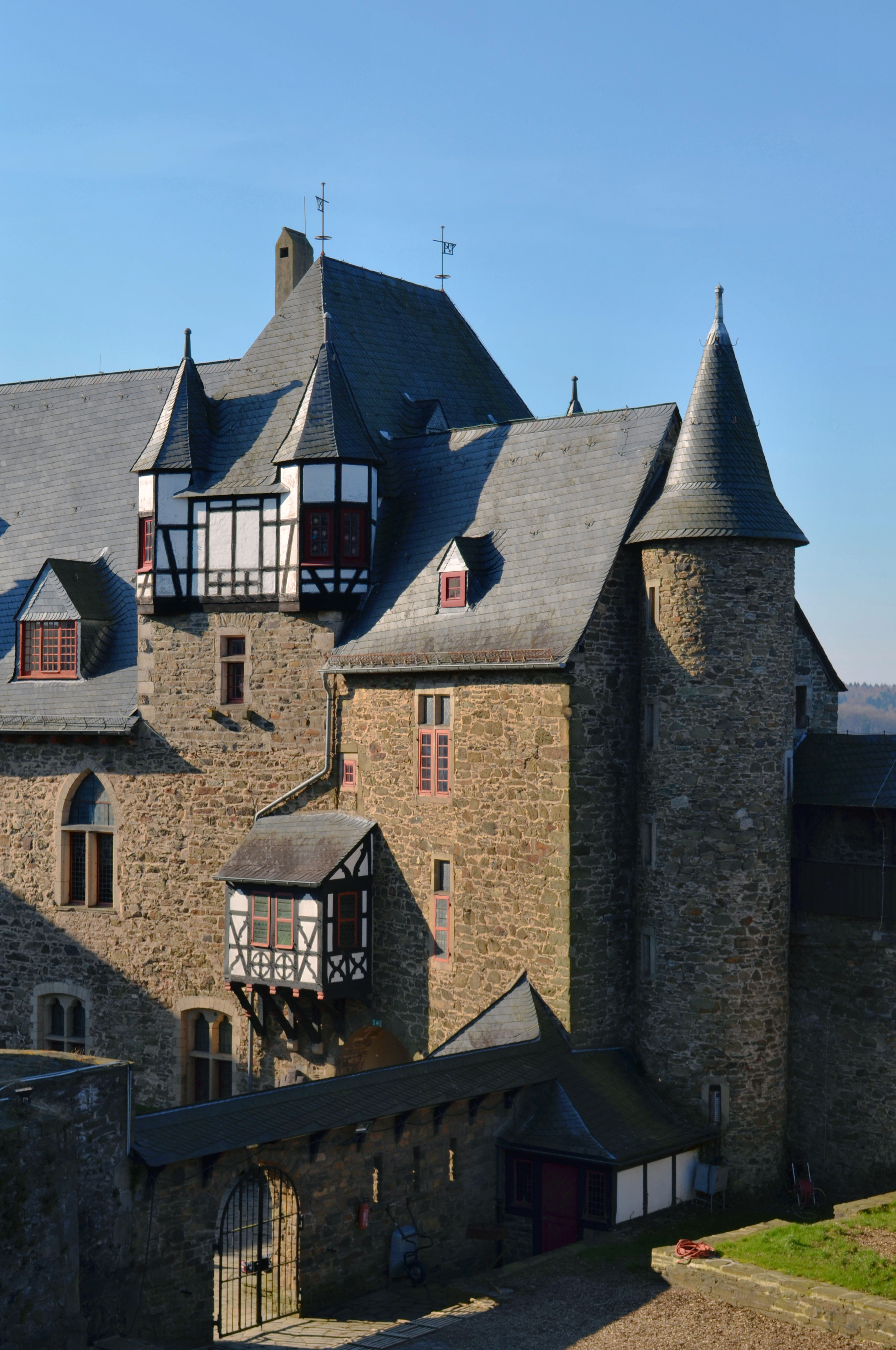
Innerer Torbau
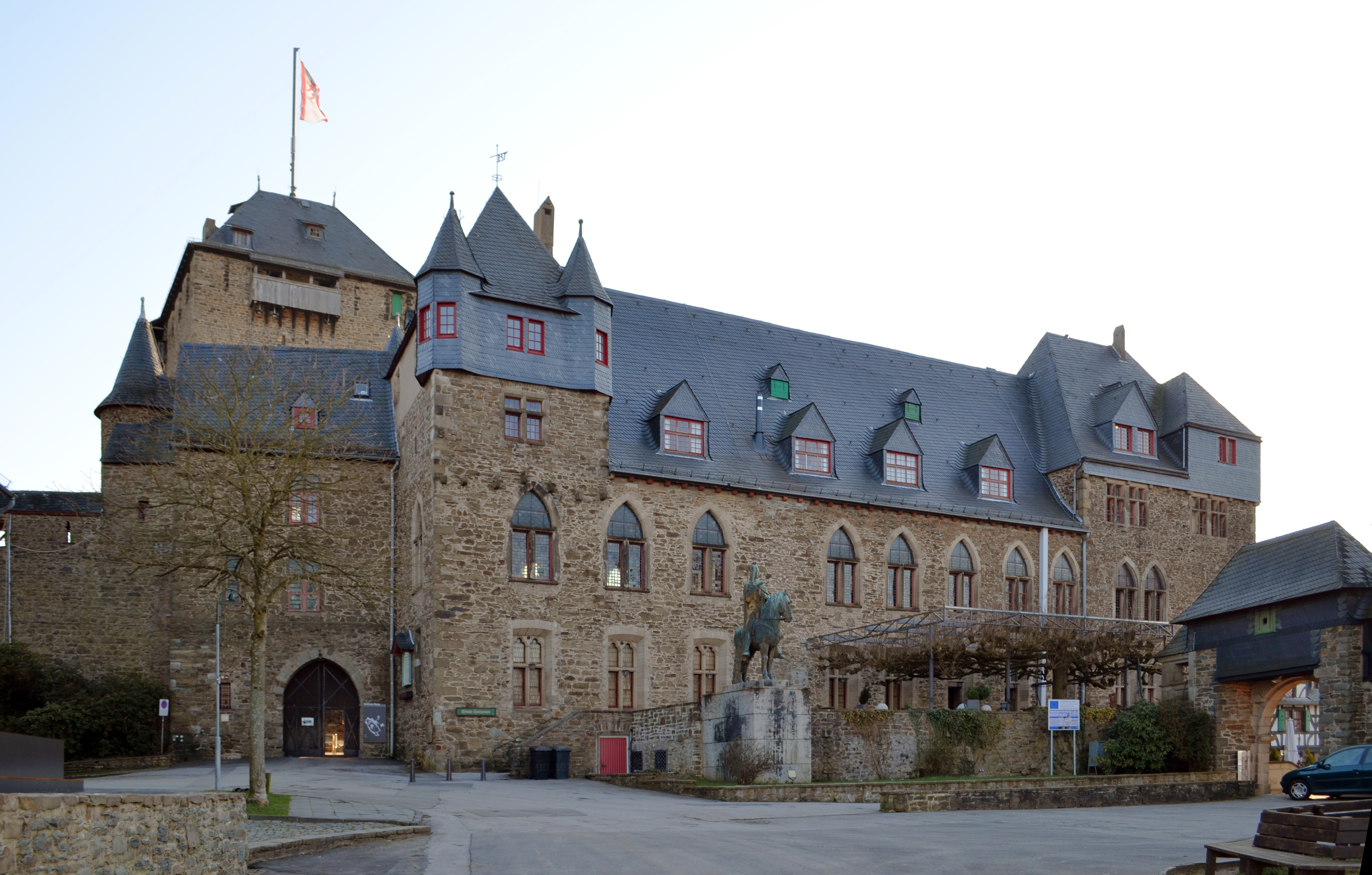
Palas, Nordwest-Ansicht
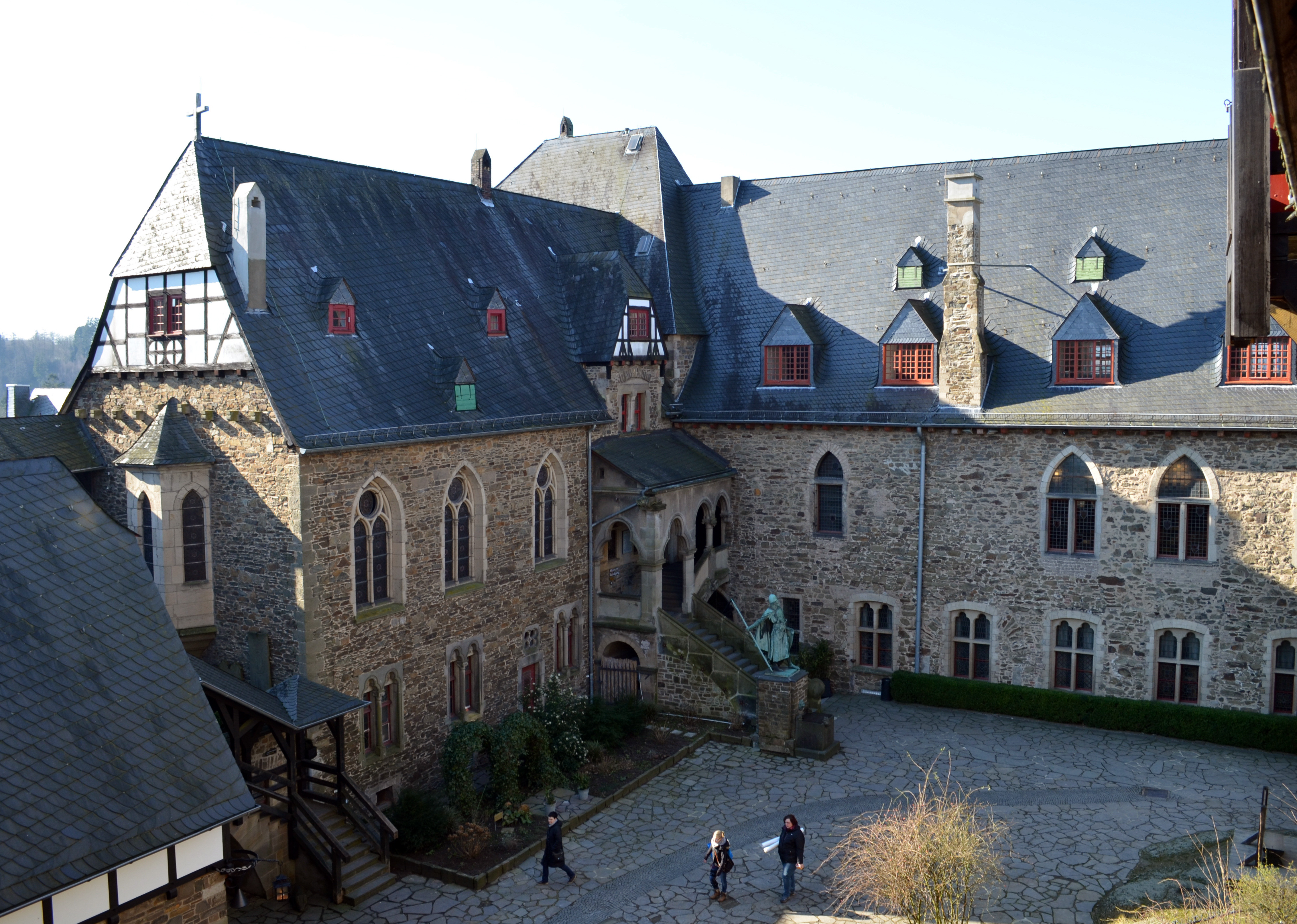
Palas, Ansicht von Nordosten
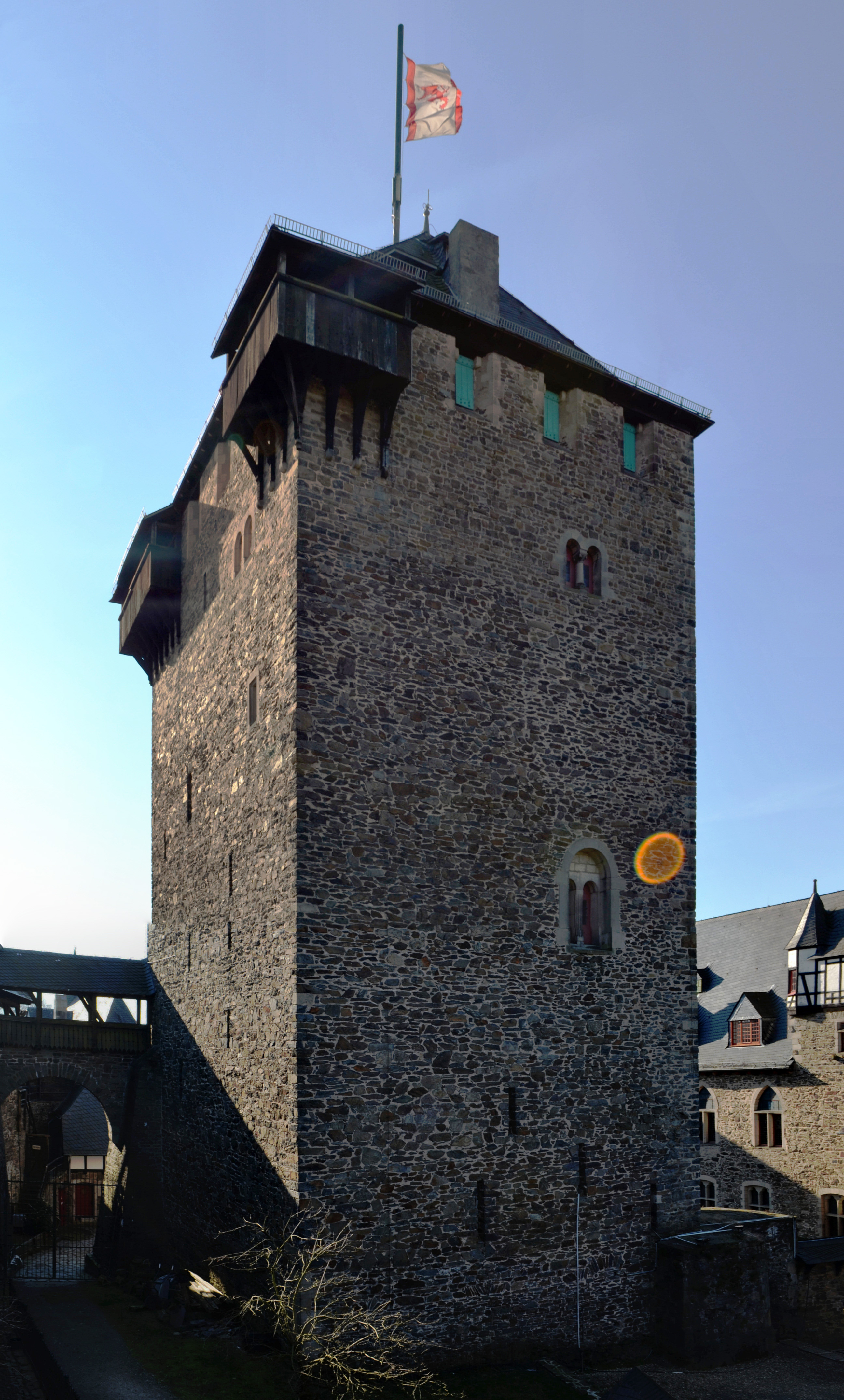
Bergfried

### Innenräume

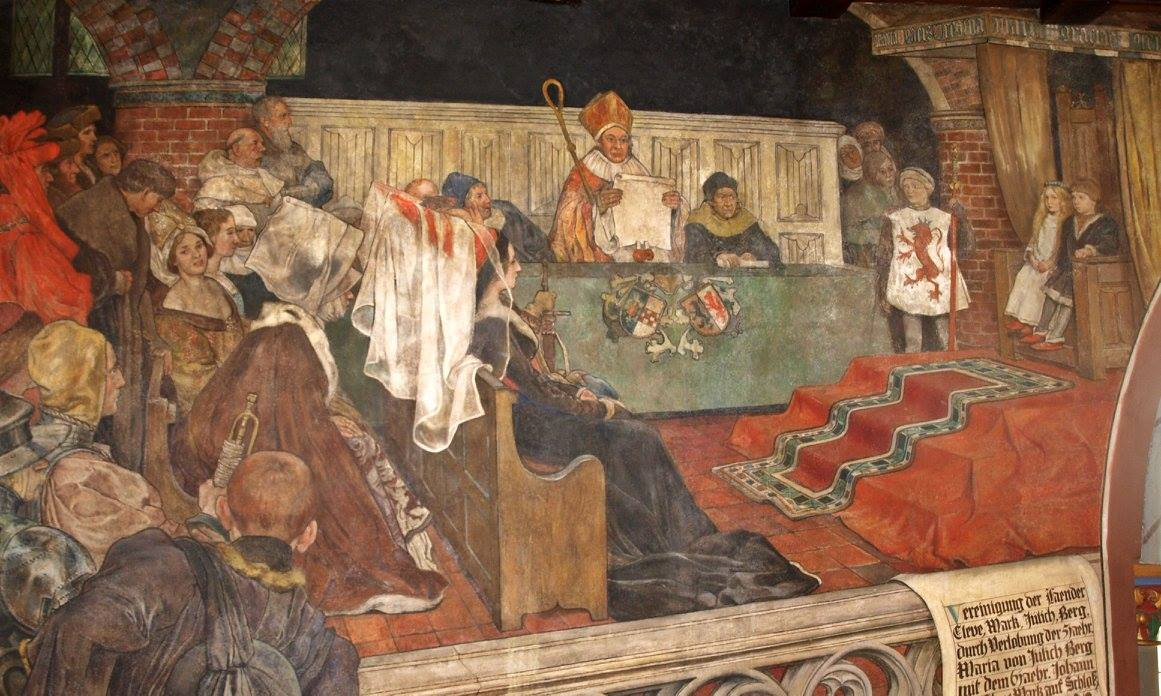
Claus Meyer: Die Kinderverlobung 1496, Wandgemälde von 1901/1902 im „Rittersaal“ von Schloss Burg zur Erinnerung an die Klever Union

Bei der Aufteilung und Gestaltung der historischen Innenräume im Palas konnte Gerhard August Fischer nicht auf überlieferte Abbildungen oder ergrabene Befunde zurückgreifen. Da der Palas im Erdgeschoss noch teilweise erhalten war, übertrug er dessen Raumaufteilung auf das Obergeschoss, das er mit Rittersaal, Kemenate und Burgkapelle zum Hauptgeschoss bestimmte. Die Inneneinrichtung der Räume plante er nach Vergleichsobjekten.
Von der Freitreppe im Burghof gelangt der Besucher in den Ahnensaal. Dieser Raum dient als Vestibül für Rittersaal sowie Kemenate und erhielt seinen Namen nach seiner Wandbemalung. Sie stammt von dem an der Kunstakademie Düsseldorf lehrenden Adolf Schill unter der Mitarbeit von Johannes Osten und wurde in der Zeit von 1906 bis 1908 angebracht. Sie zeigt den Stammbaum der Grafen und Herzöge von Jülich, Kleve und Berg; von Adam und Eva bis zu Kaiser Wilhelm II. Der Fußboden des Ahnensaals ist mit Platten aus Steinzeug belegt, seine Spitzbogenfenster besitzen eine Bleiverglasung.
Vom Ahnensaal ist der 22 m × 13 m große Rittersaal erreichbar. Er besitzt eine Reihe von vier zentralen Säulen, die auf achteckigen Basen stehen und den langen Mittelbalken der Decke tragen. Ihre Dekoration besteht aus wulstigen Schaftringen und Kapitellen mit Blattmotiven. Die spitzbogigen Fensternischen des Raums sind als Sitznischen ausgeführt, die von jeweils zwei schmalen Säulen flankiert werden. Die Nischenwände sind mit Ornamenten im Stil der Gotik verziert. Die Bleiverglasungen der Fenster zeigen Wappen der zum bergischen Herrschaftsgebiet gehörenden Städte. Der wuchtige Kamin an der Ostwand des Saals besitzt auf seiner Haube ein gusseisernes Wappen der Familie von Berg. Über der Holzvertäfelung an den Wänden finden sich historisierende Wandmalereien, die zwischen 1898 und 1904 in Freskotechnik angebracht wurden. Sie zeigen Szenen aus der bergischen Geschichte, wie zum Beispiel die Schlacht von Worringen 1288 oder die Kinderverlobung von 1496, und sind ein Werk des zur Düsseldorfer Malerschule zählenden Claus Meyer, der dabei von Hermann Huisken unterstützt wurde.
Eine Tür in der Südwand der Ahnengalerie führt in die Kemenate, die auch Grafensaal genannt wird. Ihr Fußboden ist mit Eichenholzparkett belegt. Ein Bündel von vier Säulen trägt eine quer durch den Raum verlaufende Bogenstellung, deren Lage die mittelalterliche Außenmauer des Gebäudes markiert. Wie der Rittersaal besitzt auch die Kemenate eine Wandvertäfelung, über der historisierende Wandmalereien angebracht sind. Sie stammen von Johann Peter Theodor Janssen und zeigen Szenen des höfischen Lebens, insbesondere von weiblichen Mitgliedern des Hofes. In den Fensterlaibungen finden sich Medaillons in Kasein-Grisaille-Technik mit Darstellungen eines Ritters und seiner Partnerin.
Die neugotische Burgkapelle hat in ihrer Gestaltung kein historisch verbürgtes Vorbild, es wurde aber das Patrozinium des heiligen Pankratius der nicht lokalisierbaren mittelalterlichen Kapelle auf den Neubau übertragen. Dieser ist ein dreijochiger Saalbau mit Kreuzgratgewölbe und kleiner, eingezogener Apsis mit Dreiachtel-Schluss. Sein Fußbodenbelag besteht aus Platten, die aus Blaustein und Kalkstein gefertigt sind. Das Glas der drei Fenster mit Maßwerk zeigt Rosenmotive. Der im Jugendstil gemalte Bilderzyklus an den Wänden stammt aus der Zeit von 1898 bis 1902 und ist ein Werk von Willy Spatz. Er stellt die Ausbreitung des Christentums dar. Zur Ausstattung gehören ein barockes Chorgestühl aus der zweiten Hälfte des 17. Jahrhunderts und ein Kronleuchter aus dem Jahr 1787. Beides stammt aus der evangelischen Stadtkirche von Lennep. Auffälligstes Ausstattungsstück der Kapelle ist eine über zwei Meter hohe Holzstatue der Erzengels Michael, die eine Kopie der Figur von Meister Tilman in der Kölner Kirche St. Andreas ist. Sie wurde 1902 durch August von der Heydt gestiftet.
Die Geschosse des Bergfrieds werden jeweils von einem einzigen großen Raum mit Kamin eingenommen. Derjenige im Erdgeschoss war bis 2016 als Verlies gestaltet und ist 8,10 m × 7,6 m groß. Die Decken der Räume werden durch große Mittelstützen getragen, deren Gestaltung in den verschiedenen Geschossen variiert. Es gibt Vierkantpfeiler sowie romanisierende und gekuppelte Säulen.

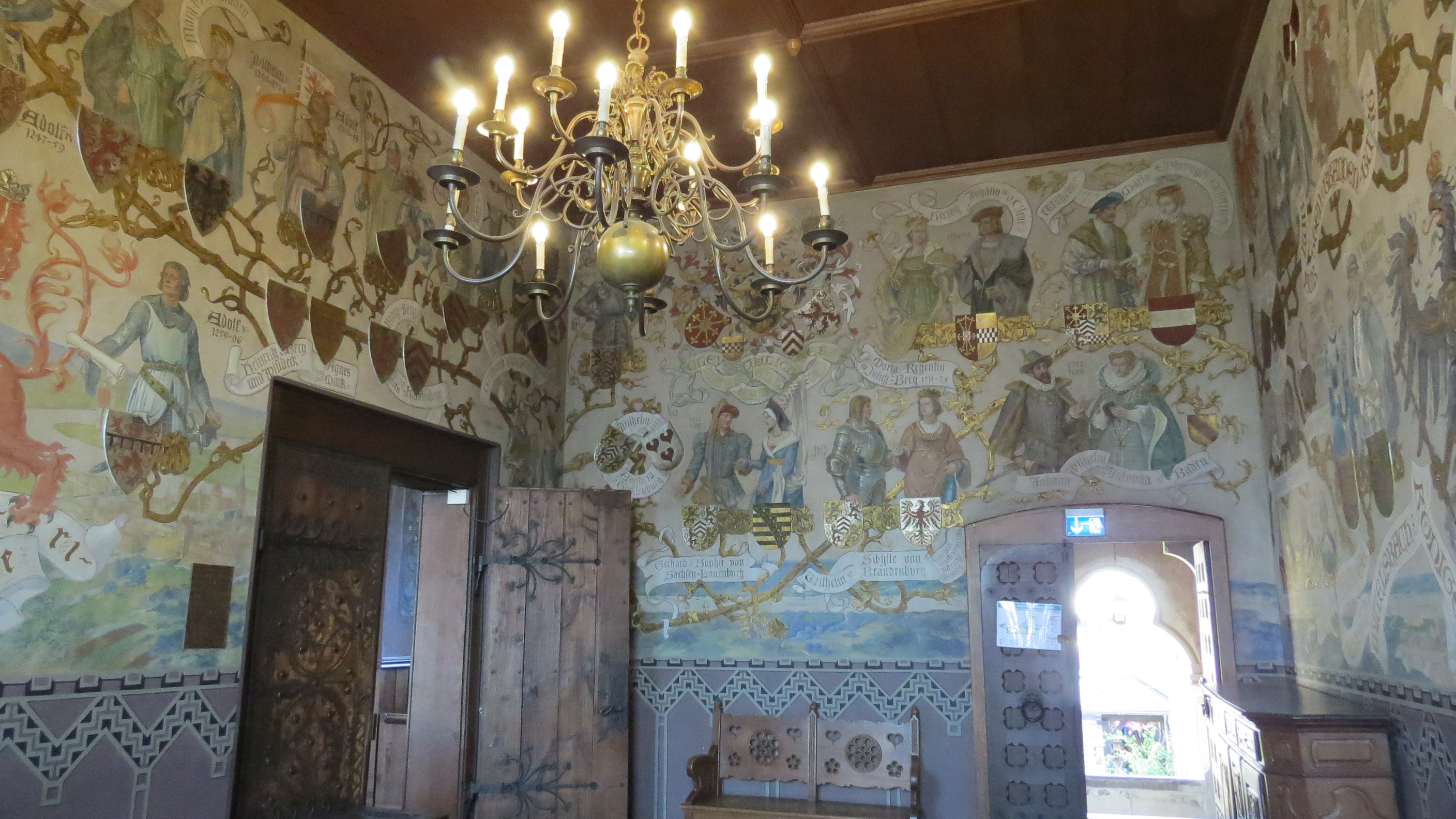
Ahnengalerie
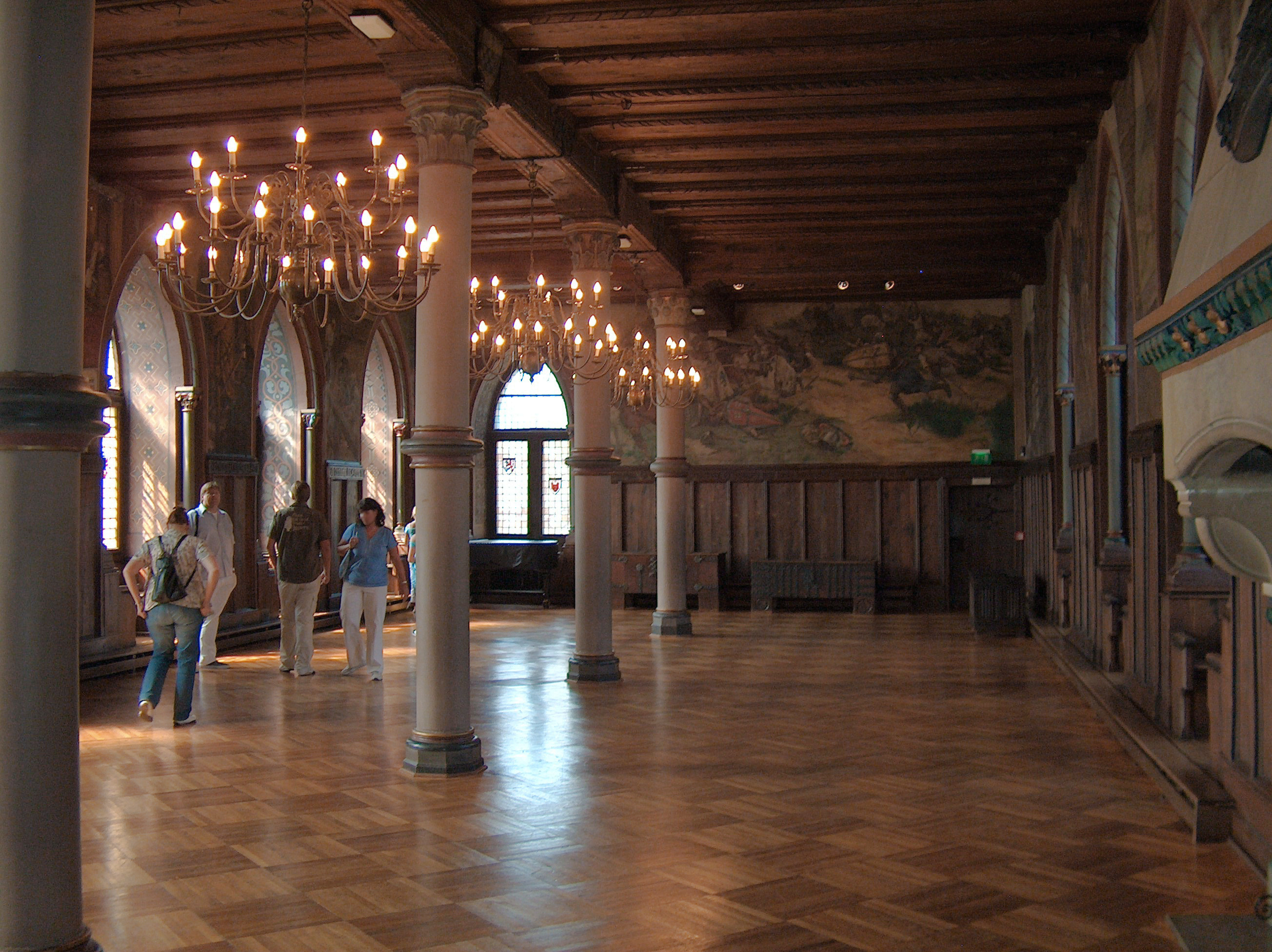
Rittersaal
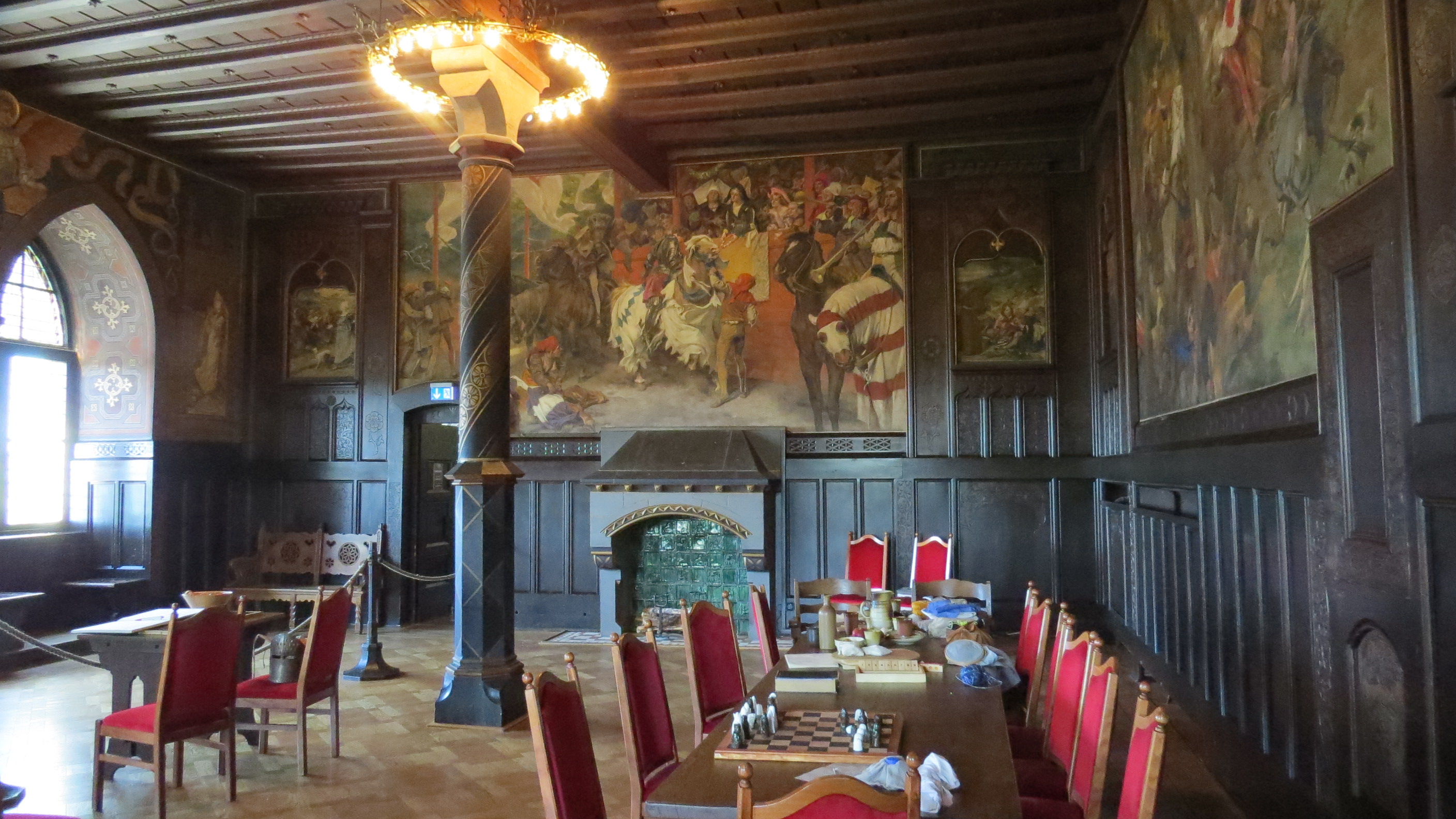
Kemenate
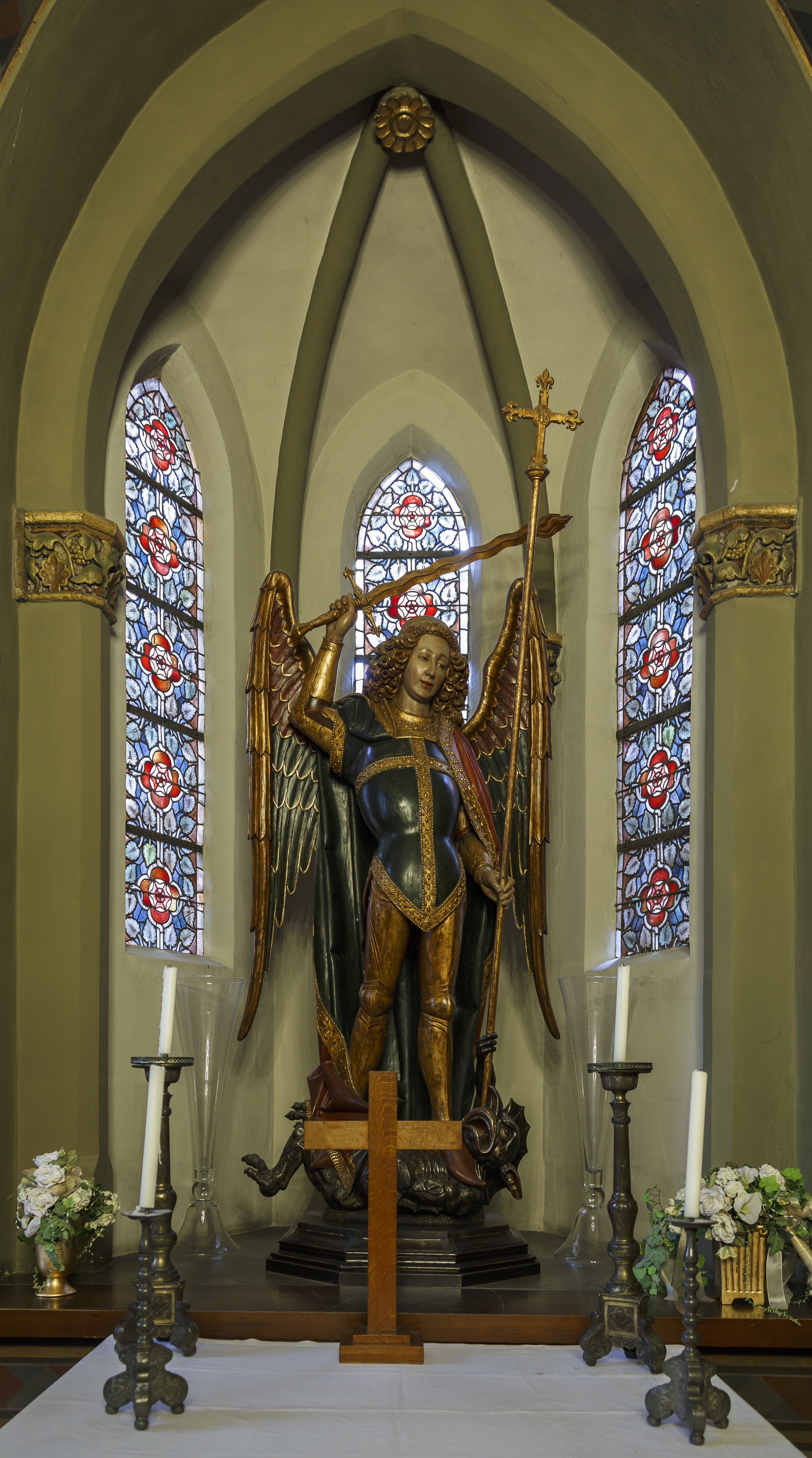
Michael- statue

## Heutige Nutzung
Schloss Burg zählt zu den populärsten und meistbesuchten Kulturstätten im Rheinland. Mit rund 250.000 Menschen, die jährlich die Anlage besuchen, ist es ein touristischer Publikumsmagnet im Bergischen Land und zugleich ein wichtiger Wirtschaftsfaktor für die Region. Die historischen Räume können für private Veranstaltungen oder auch für Vorträge und Lesungen gemietet werden. Kemenate und Burgkapelle stehen für Trauungen zur Verfügung. In der Kapelle finden um die 100 Hochzeiten pro Jahr statt. Bis auf wenige Ausnahmen ist die Anlage das ganze Jahr über täglich geöffnet. Sie kann auf eigene Faust oder im Rahmen von Führungen besichtigt werden.

### Bergisches Museum

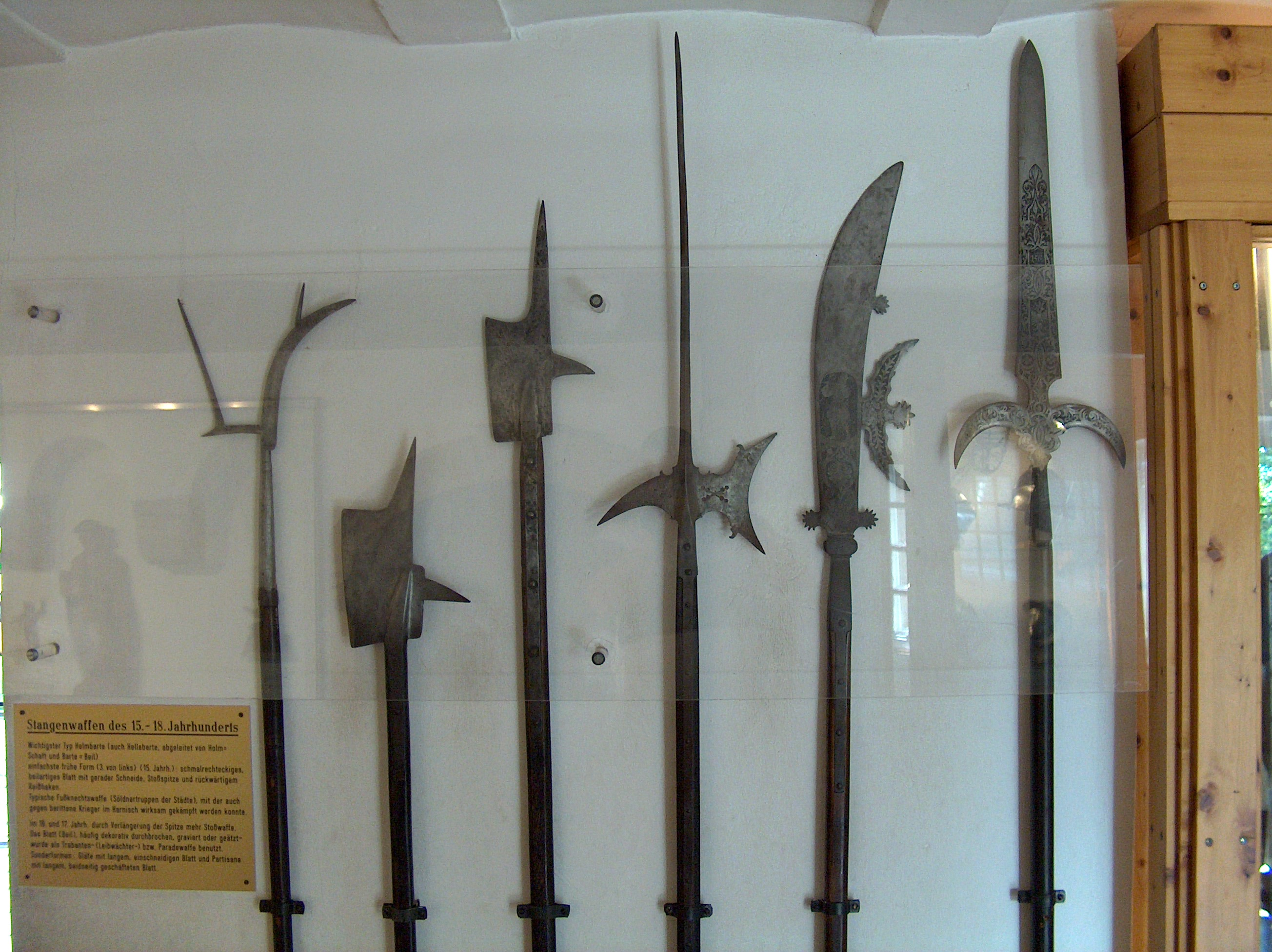
Waffen in der Rüstkammer

Das Bergische Museum ist in erster Linie ein Regionalmuseum, dessen Ausstellungsschwerpunkte Bezug zum Bergischen Land und Schloss Burg haben. Die sogenannten historischen Räume im ersten Obergeschoss des Saalbaus vermitteln dabei nicht nur ein Stück Wiederaufbaugeschichte der Burganlage, sondern durch die von Mitgliedern der Düsseldorfer Malerschule angefertigten Historienmalereien an den Wänden auch wichtige Stationen in der Geschichte des Bergischen Landes sowie des bergischen Herrscherhauses.
In den Museumsräumen im Dachgeschoss befindet sich die Rüstkammer mit Waffen, Harnischen, Schilden und Kettenhemden aus einem Zeitraum vom 11. bis 13. Jahrhundert. Ein weiterer Raum befasst sich mit der höfischen Jagd und zeigt neben Tierexponaten Gewehre und Waffen, die zur Jagd verwendet wurden. Außerdem sind verschiedene Modelle zu sehen, darunter ein Modell der gesamten Burganlage, ein Modell der in Bau befindlichen ersten Burg und die in Miniatur nachgestellte Schlacht von Worringen.

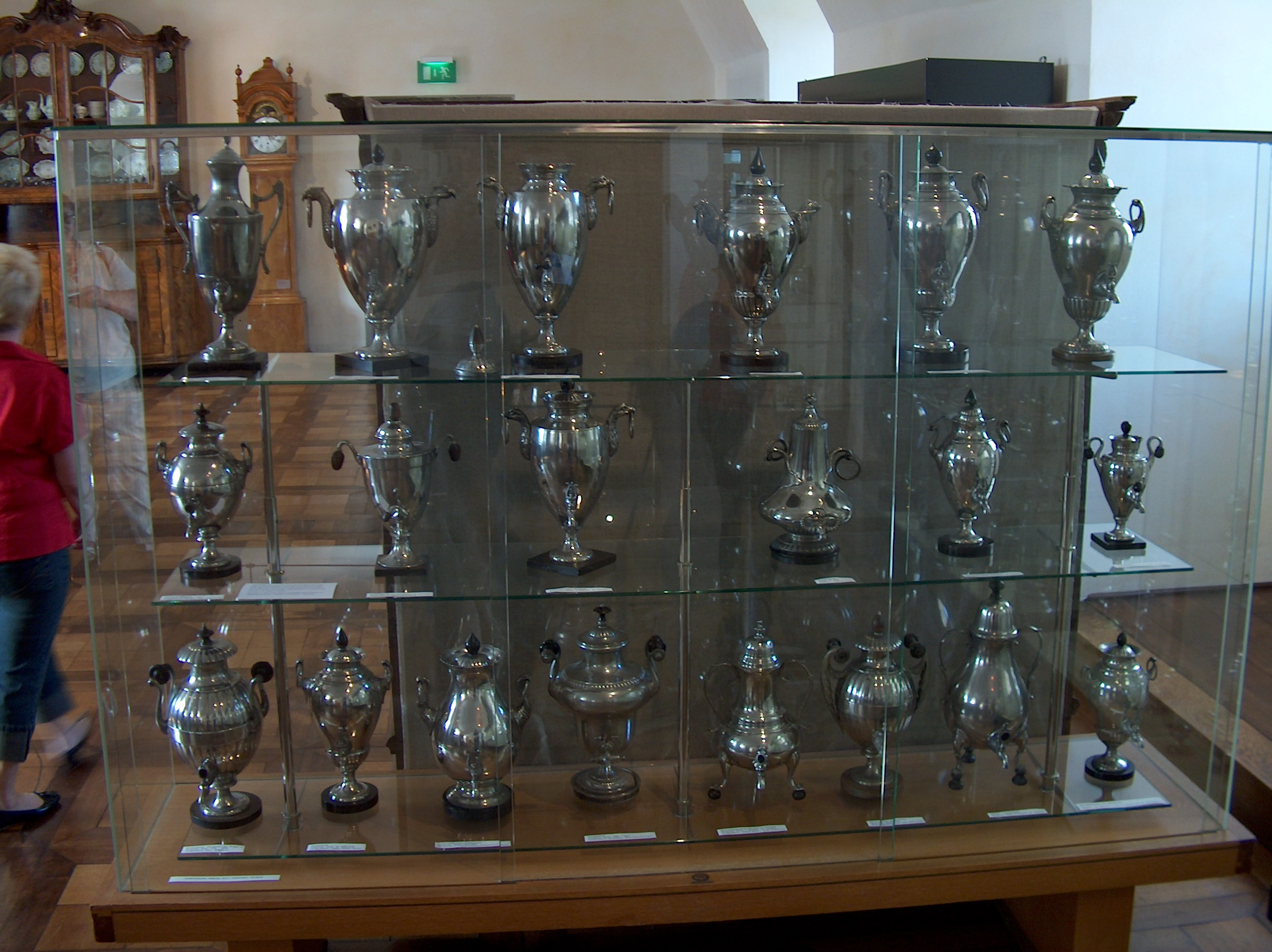
Dröppelminnas in der Ausstellung

Weitere Räume befassen sich mit der bergischen Wohnkultur des 17. bis 19. Jahrhunderts und zeigen Möbel sowie Einrichtungsgegenstände aus dem Bergischen Land. Dabei sind unter anderem viele unterschiedliche Modelle der typischen bergischen Dröppelminna zu sehen, einer barocken Kaffeekanne, die meist aus Zinn als Ersatz für das teure Silber bestand. Zu den besonderen Exponaten des Museums zählen unter anderem die folgenden drei Stücke:
- eine Holzfigur des heiligen Adrianus aus Eiche, die um 1525 im Gebiet des Niederrheins oder der westlichen Niederlande angefertigt wurde[120]
- eine wahrscheinlich aus Tournai stammende flämische Tapisserie aus dem ersten Drittel des 16. Jahrhunderts[121]
- ein Elfenbeinkästchen mit feuervergoldeten Beschlägen und Arabeskenverzierungen; es wurde um 1220 in Unteritalien angefertigt und zeigt in seiner Gestaltung arabische Einflüsse[122]

Neben dem Palas wird auch der Bergfried vom Bergischen Museum genutzt. Nach zweijährigen Sanierungs- und Umbaumaßnahmen wurde er am 7. Juli 2018 offiziell wiedereröffnet. Das ehemalige Verlies im Erdgeschoss dient als erste Station für Schlossbesucher, welche die Anlage mittels Rundgang erkunden wollen. Die übrigen fünf Etagen informieren über wichtige Ereignisse aus der Geschichte des Schlosses und der Grafen von Berg sowie über weltliche Herrschaft im Mittelalter.

### Gedenkstätte des Deutschen Ostens

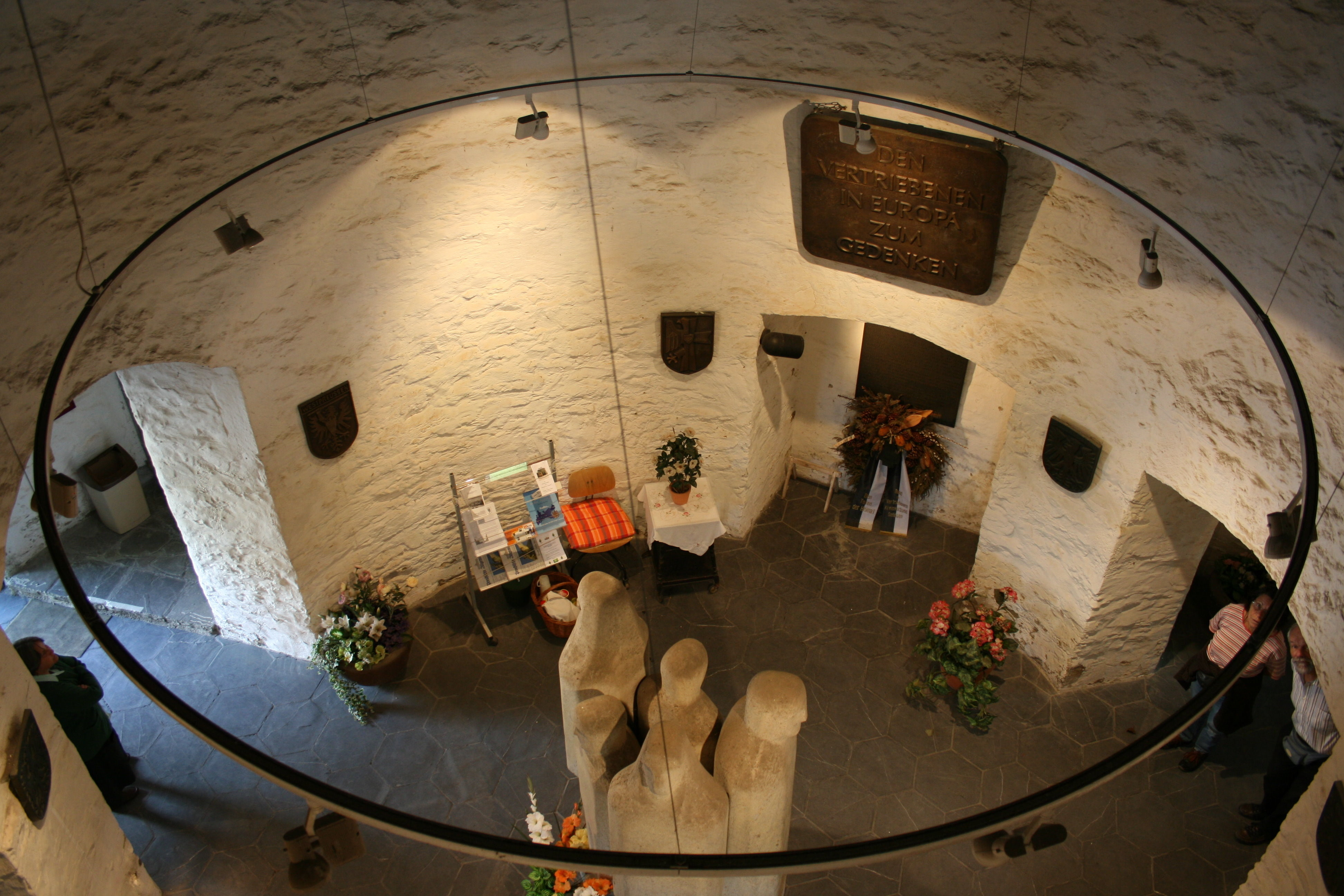
Gedenkstätte des Deutschen Ostens

Im Batterieturm ist seit 1951 die Gedenkstätte des Deutschen Ostens untergebracht. Eine Bronzetafel am Eingang weist auf die Geschichte und Bedeutung der Gedenkstätte hin. Sie ist durchgehend geöffnet, und der Eintritt ist frei. Im 18 Meter hohen Innenraum des Turms steht das am 2. Juni 1962 eingeweihte Mahnmal der Vertreibung, eine steinerne Gruppenplastik von Kurt Schwerdtfeger. Sie zeigt eine Flüchtlingsgruppe in Lebensgröße. In Vitrinen sind Erinnerungsstücke zu den Themen deutscher Osten und Vertreibung ausgestellt. Zwei von Robert Bednorz gefertigte Bronzebüsten zeigen Immanuel Kant und Joseph von Eichendorff, die beispielhaft die geistige Welt des deutschen Ostens repräsentieren. Sie werden durch eine dritte Büste, die Ernst Moritz Arndt darstellt, komplettiert. Sie kam erst im September 1996 in die Gedenkstätte und ist der Ersatz für eine Vorgängerin, die im Januar 1995 aufgestellt und im Mai desselben Jahres von Unbekannten gestohlen worden war. Treppen in der Mauerstärke führen auf einen Umgang, von dem der benachbarte Glockenturm erreichbar ist. Er trägt drei Glocken vom Hamburger Glockenfriedhof. Zwei von ihnen stammen ursprünglich aus der Jakobuskirche in Breslau, während die dritte, silberne Glocke früher im Königsberger Dom hing. Sie trägt die Inschrift „Anno Domini 1736“. Die Glocken läuten täglich um 11:30 Uhr und erinnern an das Schicksal von Kriegsvertriebenen in aller Welt.

### Gastronomie und Kunsthandwerker

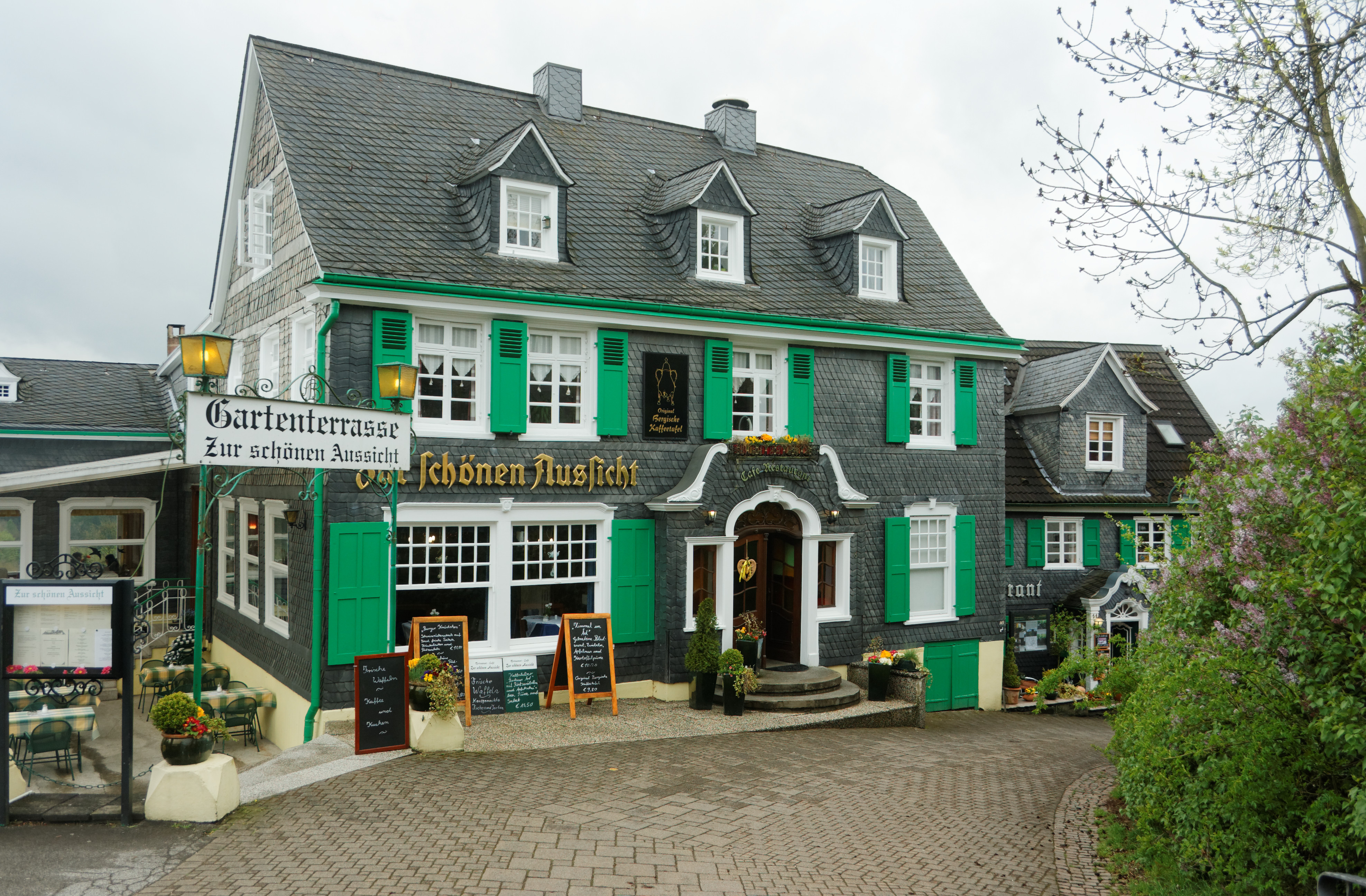
Eines der zahlreichen Cafés in der ehemaligen Freiheit

Auf dem Gelände der ehemaligen Freiheit haben sich zahlreiche Cafés und Gastronomiebetriebe angesiedelt. Dort kann man – ebenso wie in der nahen ortsansässigen Gastronomie – die Burger Brezel kaufen oder eine Bergische Kaffeetafel genießen. Zudem gibt es im Zwingerhof eine Burgschenke und einen Weinausschank. Ältester Bewirtungsbetrieb auf dem Burggelände ist das Schlossrestaurant im Erdgeschoss des Palas. Dieses gab es bereits am Ende des 19. Jahrhunderts.
In den Gebäuden der Vorburg und Freiheit haben auch zahlreiche Handwerker ein Domizil gefunden. Sie bieten Artikel des Kunstgewerbes wie Silberschmuck, Keramik oder Porzellan zum Kauf an. Daneben können Besucher Bürsten, Besen, Holzspielzeug, Bücher und Trödel erwerben.

### Veranstaltungen

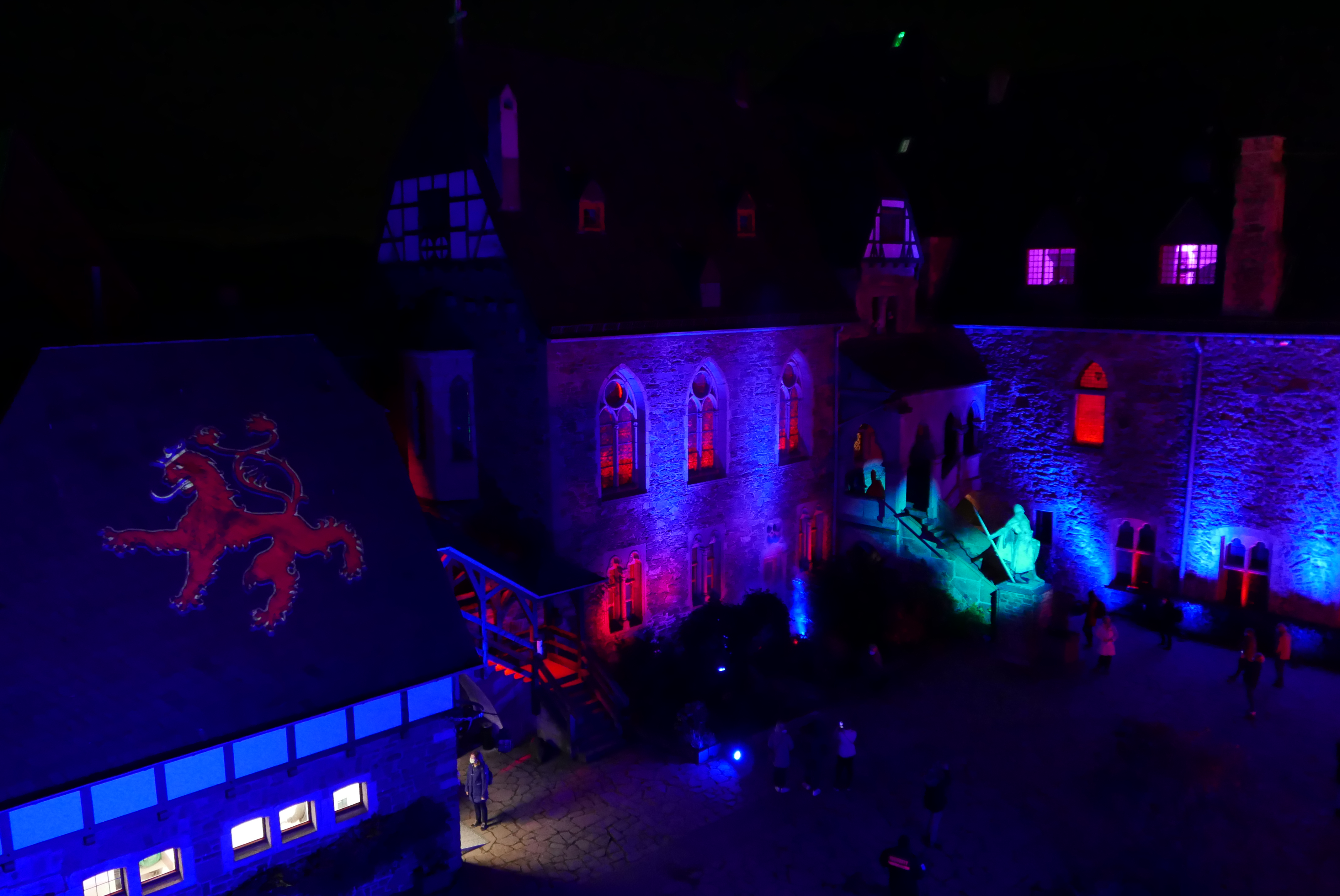
Innenhof beim Burgleuchten 2020

Auf Schloss Burg finden zahlreiche Veranstaltungen statt; viele von ihnen alljährlich und schon seit langer Zeit. Dazu zählen unter anderem der Ostermarkt, die Ritterspiele, der historische Mittelaltermarkt und der Adventsbasar. Ein besonderer Höhepunkt ist jedes Jahr der Internationale Kunsthandwerkermarkt mit über 150 Ausstellern aus ganz Europa, die jedes Mal rund 30.000 Besucher anziehen. Die Veranstaltungen finden sowohl in den Innenräumen als auch im Burghof und im Vorburgbereich statt. Jährlich ist Schloss Burg auch Veranstaltungsort für Kulturveranstaltungen wie Lesungen, Konzerte und Theateraufführungen. Bis 2013 hatte das Burger Papiertheater einen eigenen Vorführraum im ehemaligen Schulhaus, in dem heute das Besucherzentrum untergebracht ist, und die Züchter der bergischen Kräher organisierten mehrmals das Jahrhunderte alte Wettkrähen auf dem Burggelände. Hinzu kommen Veranstaltungen der Landsmannschaften Pommerns und Ostpreußens zugunsten der Gedenkstätte im Batterieturm.
2020 und 2021 fand auf Schloss Burg an mehreren Wochenenden das „Burgleuchten“ statt, bei dem die gesamte Anlage im Innen- und Außenbereich nach der Konzeption von Peter Wendland bunt illuminiert wurde und Geschichten, Sagen sowie Musik dargeboten wurden. 2020 schauten sich rund 6000 Besucher diese Illuminationen an.

## Schloss Burg in Kunst und Kultur

### „Bergisches Nationaldenkmal“
Innerhalb der Burgenrenaissance zählt die Rekonstruktion von Schloss Burg zu den späten Wiederaufbauprojekten und ist damit zugleich ein Kind der Geisteshaltung jener Zeit, als der Wiederaufbau von Burgen im späten 19. und frühen 20. Jahrhundert auch Identifikationsobjekte für ein gestärktes oder zu stärkendes Regionalbewusstsein lieferte. Nicht ohne Grund wurde die Anlage auch als „bergisches Nationaldenkmal“ und „rheinische Wartburg“ bezeichnet. Sie reihte sich damit nahtlos in die wilhelminische Familie vaterländischer Bauten ein. Noch die erste Anfrage Gerhard August Fischers, Erhaltungsmaßnahmen an der Anlage durchführen zu dürfen, wurde vom zuständigen königlich preußischen Baurat zunächst abgelehnt, weil ein älteres Gutachten die Anlage in das 16. Jahrhundert datierte und damit für zu jung bzw. im vaterländischen Sinne für nicht erhaltenswert einstufte. Nach Abschluss der Arbeiten gehörte Schloss Burg zu den aufwändigsten Wiederaufbauten in der damaligen Rheinprovinz und war Vorbild sowie Anstoß zu gleichartigen Nachfolgeprojekten wie zum Beispiel dem Wiederaufbau von Burg Altena. Das Ergebnis war eine Mischung aus reiner Fiktion und Wiederherstellung von Überliefertem, das durch vorhandene Original-Bausubstanz, Grabungen und die Ploennies-Darstellung abgesichert war. Anzumerken ist dabei, dass die Zeichnung des Kartografen Ploennies als Vorlage nicht unumstritten ist, denn zu der Zeit, als die Darstellung entstand, war das Schloss schon zu großen Teilen eine Ruine, was Ploenniesʼ Werk nicht erkennen lässt. Fischers Pläne verbanden also denkmalpflegerische Ansätze mit phantasievollen Eigenkreationen und standen dabei in der Tradition der Wiederaufbauten wie sie zum Beispiel auch Bodo Ebhardt durchführte. Schloss Burg ist somit als Mischung aus historischer Treue mit wissenschaftlichem Anspruch und romantischen sowie historisierenden Neuzutaten ein Beispiel für die damals noch sehr junge Disziplin der Denkmalpflege. Diese arbeitete seinerzeit nach dem Grundsatz, dass ein Wiederaufbau – und damit einhergehend die „Unter-Dach-Bringung“ – der beste Schutz für ein gefährdetes Baudenkmal sei.
Das Konzept der Darstellung der Anlage als „bergisches Nationaldenkmal“ war erfolgreich. Von Beginn an hatte sie viele Besucher. Allein in den ersten sechs Wochen nach der feierlichen Einweihung des inneren Torbaus im August 1890 kamen trotz des damaligen Eintrittspreises von 20 Pfennigen 7500 Besucher, um sich Schloss Burg anzusehen. 1908/1909 waren es bereits 100.000 Besucher. Lieder und vor allem zahlreiche Gedichte entstanden aus Anlass des Wiederaufbaus und als Ehrung des geschichtsträchtigen Ortes. Noch zahlreicher sind die Gemälde, Zeichnungen und Postkarten mit Darstellungen von Schloss Burg. Beginnend mit der ältesten überlieferten Abbildung von Johann Pauls aus dem Jahr 1689 über die Ploennies-Vorlage für den Wiederaufbau 1715 und die Rekonstruktionszeichnungen des Architekten Gerhard August Fischer bis zu den 1987 entstandenen Aquarellen Walter Wohlfelds, sind die letzten 300 Jahre Burggeschichte im Bild dargestellt. Sie zeigen die Anlage als Halb- und Komplettruine, die einzelnen Phasen des Wiederaufbaus und den rekonstruierten Zustand danach. Die Werke sind so zahlreich, dass das Bergische Museum dieser Thematik eine eigene Ausstellung widmete. Für Schloß Burg in der Kunst trug der Schlossbauverein eine Auswahl von etwa 60 künstlerischen Darstellungen der Anlage in verschiedensten Techniken zusammen, darunter Ölgemälde, Radierungen, Lithografien, Aquarelle und Zeichnungen.

### Filmkulisse
Schloss Burg dient auch als Kulisse von Spielfilmen. Herbert B. Fredersdorf inszenierte 1955 seine beiden Grimm’schen Märchenverfilmungen Der gestiefelte Kater und Rumpelstilzchen, bei denen das Schloss als Königs- und Zaubererschloss fungierte. 2019 drehte Elmar Fischer für den ARD-Dreiteiler Unsere wunderbaren Jahre die Szenen des britischen Militärgerichts auf dem Schloss.

### Hauptliteratur
- Nicolaus J. Breidenbach: Schloss und Freiheit Burg. Wermelskirchen 2023, ISBN 978-3-9802801-9-8.
- Georg Dehio: Rheinland (= Handbuch der Deutschen Kunstdenkmäler. Nordrhein-Westfalen, Teil 1). Deutscher Kunstverlag, München/Berlin 2005, ISBN 978-3-422-03093-0, S. 1107–1109.
- Gerhard August Fischer: Schloss Burg an der Wupper. Die Burgen des Mittelalters und das Leben auf denselben. 1892. Reprint Kierdorf, Remscheid 1980, ISBN 3-922055-30-3 (Digitalisat der Original-Ausgabe).
- Jens Friedhoff: Schloss Burg. In: Kai Niederhöfer (Red.): Burgen AufRuhr. Unterwegs zu 100 Burgen, Schlössern und Herrensitzen in der Ruhrregion. Klartext, Essen 2010, ISBN 978-3-8375-0234-3, S. 352–356.
- Julia Krumpen (Red.): Mythos Schloss Burg: von den Anfängen bis zur Gegenwart. Bergischer Verlag, Remscheid 2014, ISBN 978-3-943886-62-7.
- Norbert Kühn (Hrsg.): Schloss Burg an der Wupper. Rheinischer Verein für Denkmalpflege und Landschaftsschutz Köln 2015, ISBN 978-3-86526-108-3.
- Elke Lutterbach: Schloss Burg an der Wupper (= Ritterburgen. Führer, Nachschlagewerk und Bilderbuch. Band 1). 1. Auflage. J. P. Bachem, Köln 2003, ISBN 3-7616-1699-6.
- Lore Reinmöller: Geschichte des Schloßbauvereins Burg an der Wupper 1887–1962. Schmidt, Neustadt/Aisch 1962.
- Rudolf Roth: Schloß Burg an der Wupper. Seine Geschichte und Entwicklung chronologisch geschildert. 2. Auflage. Nieder-Rheinischer Verlag, Burg an der Wupper 1922.
- Angelika Schyma: Schloss Burg an der Wupper. Die „rheinische Wartburg“. In: Landschaftsverband Rheinland (Hrsg.): Jahrbuch der Rheinischen Denkmalpflege. Band 44. Wernersche Verlagsgesellschaft, Worms 2014, ISBN 978-3-88462-354-1, S. 307–319.
- Dirk Soechting: Adels Schloß und Ritter Burg. Rundgang durch Schloß Burg und seine spannende Geschichte. 3. Auflage. Thales, Essen 1991, ISBN 3-88908-501-6.
- Dirk Soechting, Hartmut Gaul (Red.): „Für Kaiser, Volk und Vaterland“. Der spätromantische Wiederaufbau von Schloß Burg seit 1887. Festschrift zum 100jährigen Bestehen des Schloßbauvereins Burg an der Wupper. Rheinland-Verlag, Köln 1987, ISBN 3-7927-0994-5.
- Dirk Soechting: Schloss Burg an der Wupper. Sutton, Erfurt 2004, ISBN 3-89702-761-5.
- Dirk Soechting: Schloss Burg an der Wupper (= Rheinische Kunststätten. Heft Nr. 494). Rheinischer Verein für Denkmalpflege und Landschaftsschutz, Köln 2005, ISBN 3-88094-817-8.

### Spezielle Literatur
- Bergische Entwicklungsagentur GmbH (Hrsg.): Schlossgespräche 2013. Dokumente, Zitate & Manuskripte. Bergische Entwicklungsagentur, Solingen 2013 (PDF, 9,8 MB (Memento vom 30. März 2016 im Internet Archive)).
- Nicolaus J. Breidenbach: Neue „Alte Ansichten“ von Schloß Burg oder der Johanniter Hof Eselsfahrt an der Oberburg. In: Romerike Berge. Jg. 58, Nr. 1, 2008, ISSN 0485-4306, S. 2–8.
- Nicolaus J. Breidenbach: Alte Ansichten – neue Erkenntnisse, Schloss Burg. In: Rheinisch-bergischer Kalender. Jahrbuch für das Bergische Land. Band 83. Heider, Bergisch Gladbach 2013, ISBN 978-3-87314-468-2, S. 42–46.
- Albert Distelrath: Schloss Burg an der Wupper. Archäologische Begleitplanung für die historische Burganlage. In: Burgen und Schlösser. Jg. 57, Nr. 1, 2016, ISSN 0007-6201, S. 46–59.
- Uwe Eckardt: „Sei gegrüßt im Morgenglanz, Stolz der Heimat, du Schloß Burg“. Schloss Burg im Gedicht. In: Romerike Berge. Jg. 62, Nr. 3, 2012, ISSN 0485-4306, S. 2–13.
- Wilhelmine Hagen, Adolf Herrnbrodt: Denarfund von Schloß Burg a. d. Wupper: versteckt um 1200. In: Romerike Berge. Jg. 4, Nr. 3, 1954, ISSN 0485-4306, S. 151–169.
- F. Hinrichs: Schloß Burg im Dreißigjährigen Krieg. In: Romerike Berge. Jg. 11, Nr. 1, 1961/62, ISSN 0485-4306, S. 163–168.
- Claudia G. Holtschneider: Archäologische Untersuchungen auf Schloss Burg. In: Romerike Berge. Jg. 56, Nr. 1, 2006, ISSN 0485-4306, S. 3–6.
- Wilhelm Rees: Schloß Burg. Ein Wiederaufbau aus dem Geiste rheinisch-bergischer Spätromantik. Bergischer Geschichtsverein, Remscheid 1956.
- Andreas und Claudia Sassen: Die Entstehung der Historienbilder im Rittersaal von Schloss Burg an der Wupper (= Beiträge zur Heimatgeschichte. Band 6). Sassen, Solingen 2009, ISSN 2192-6840.
- Andreas und Claudia Sassen: Vom Kuxthurm zum Batterieturm. Zur Entstehung des Batterieturms von Ludwig Arntz in Schloss Burg an der Wupper. In: Romerike Berge. Jg. 62, Nr. 2, 2012, ISSN 0485-4306, S. 26–33.
- Dirk Soechting: Die Wandmalereien in den historischen Räumen auf Schloß Burg. In: Romerike Berge. Jg. 33, Nr. 2, 1983, ISSN 0485-4306, S. 27–34.
- Bernhard Vollmer: Ausgewählte Quellen zur Geschichte von Schloß, Amt und Freiheit Burg an der Wupper. Friedrich Middelhauve, Opladen 1958.
- Joachim Zeune: Der Schlossbauverein Schloß Burg an der Wupper. In: Joachim Zeune: Burgen – Symbole der Macht. Ein neues Bild der mittelalterlichen Burg. 2. Auflage. Pustet, Regensburg 1997, ISBN 3-7917-1501-1, S. 218–219.